# Theo van Doesburg
Theo van Doesburg, pseudoniem van Christian Emil Marie Küpper (Utrecht, 30 augustus 1883 – Davos, 7 maart 1931), was een Nederlands kunstenaar. Hij staat bekend als een van de belangrijkste vertegenwoordigers en propagandisten van de abstracte kunst in de 20e eeuw. Hiertoe richtte hij in 1917 het tijdschrift De Stijl op. Naast schilder was Van Doesburg ook actief als dichter (zie I.K. Bonset), romanschrijver (zie Aldo Camini), typograaf, fotograaf, interieurontwerper en architect. Van Doesburg propageerde een wereld waarin de kunsten een meer verheffende, apolitieke en onderling gelijkwaardige plaats innamen binnen het theoretische kader van de nieuwe beelding. Hiervoor zocht hij aansluiting bij de internationale avant-garde.

## Levensloop
Emile Küpper was het zevende en laatste kind van de Duitse fotograaf Wilhelm Küpper (1838-1892) en zijn vrouw Henrietta Margadant. Zijn geboortehuis was Telingstraat 13 in Utrecht. Een jaar na Emiles geboorte ging het fotoatelier van zijn vader failliet en vertrok hij naar Duitsland. In september 1884 ging de rest van het gezin bij de horlogemaker Theodorus Doesburg in Amsterdam wonen met wie zijn moeder op 19 juli 1893 in het huwelijk trad.
Op de lagere school was Emile een lastige leerling. Omdat hij niets anders wilde doen dan lezen, werd hij van school gestuurd. Middelbaar onderwijs of een vervolgopleiding heeft hij nooit voltooid. Wel bezocht hij korte tijd de School voor Vocale en Dramatische Kunst van Cateau Esser in Amsterdam, maar het verlangen groeide om schilder of schrijver te worden. Zijn eerste schilderkunstige probeersels dateren van 1899 en omstreeks 1902-1903 volgde hij enkele schilderlessen van de schilder Adri Grootens. Zijn verdere leven bleef hij autodidact. Zijn eerste werk signeerde hij met de naam van zijn stiefvader: Theo Doesburg, waar hij in 1902 het tussenvoegsel "van" aan toevoegde.

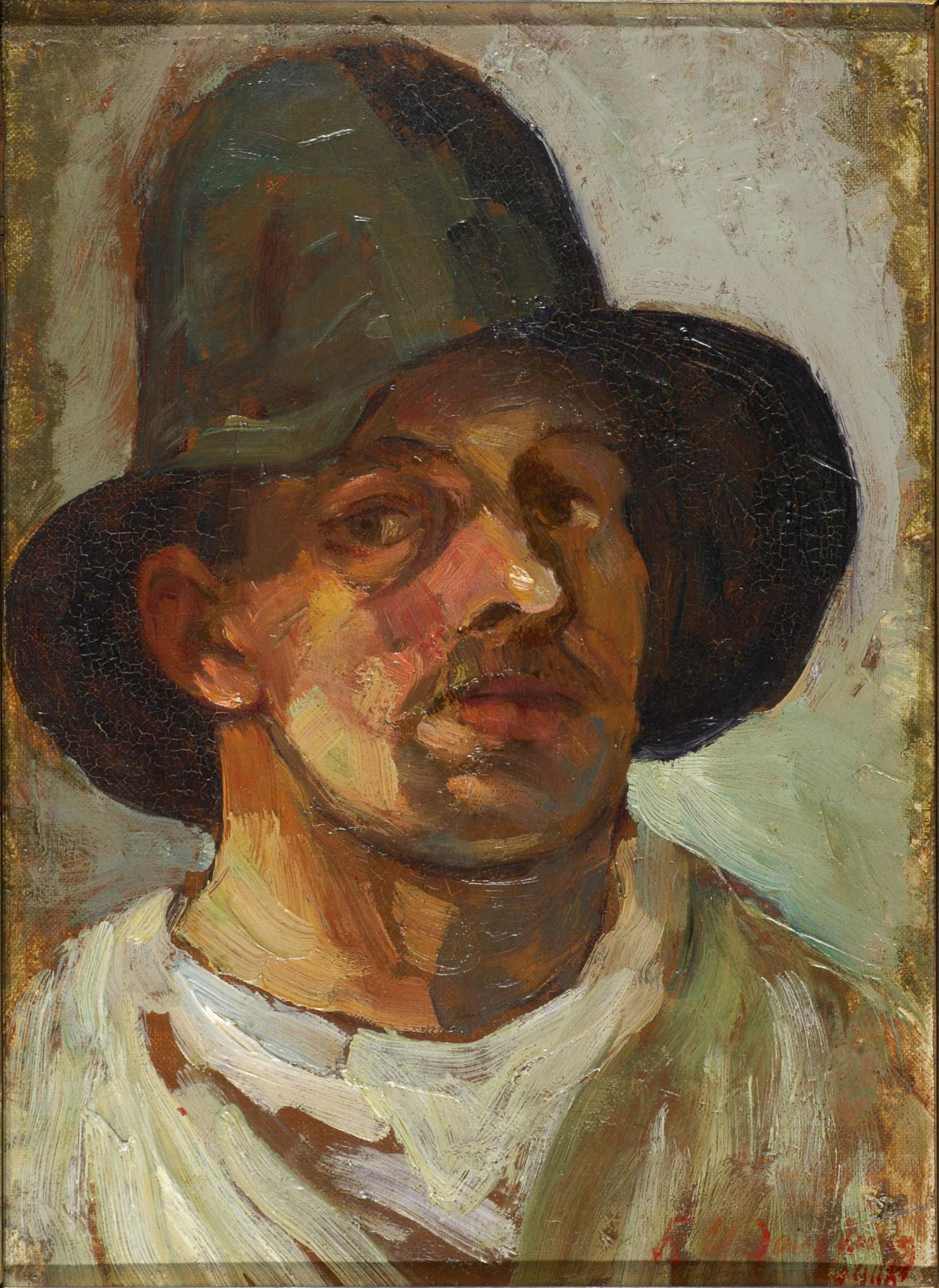
Theo van Doesburg. Zelfportret met hoed. 1906.

### 'Geestelijk werkman'
Van Doesburg legde zich naast schilderkunst en literatuur ook toe op de studie van sociologie, filosofie en ethiek. Maar ook politiek en religie hadden zijn interesse, getuige zijn lidmaatschap van de Vrijzinnig-Democratische Bond en zijn toetreding tot de gereformeerde kerk. In deze zoektocht leerde hij omstreeks 1903 de eveneens autodidactische dichteres Agnita Feis kennen, aan wie hij in september 1904 een van zijn eerste gedichten opdroeg.

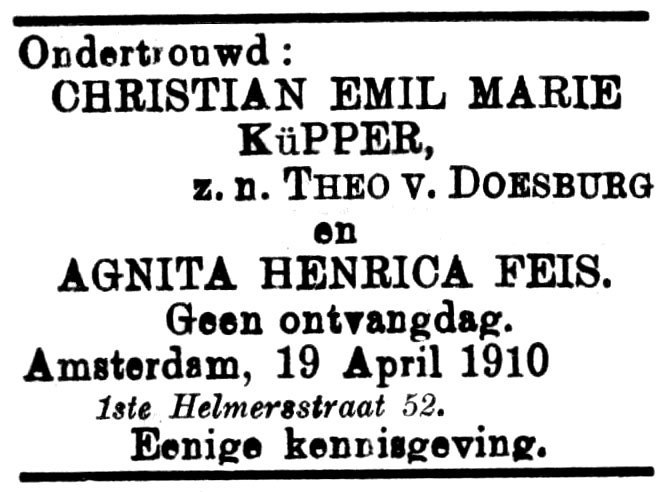
Huwelijksaankondiging Agnita Feis en Emil Küpper (zich noemend Theo van Doesburg). Apeldoornsche Courant, 23 april 1910.

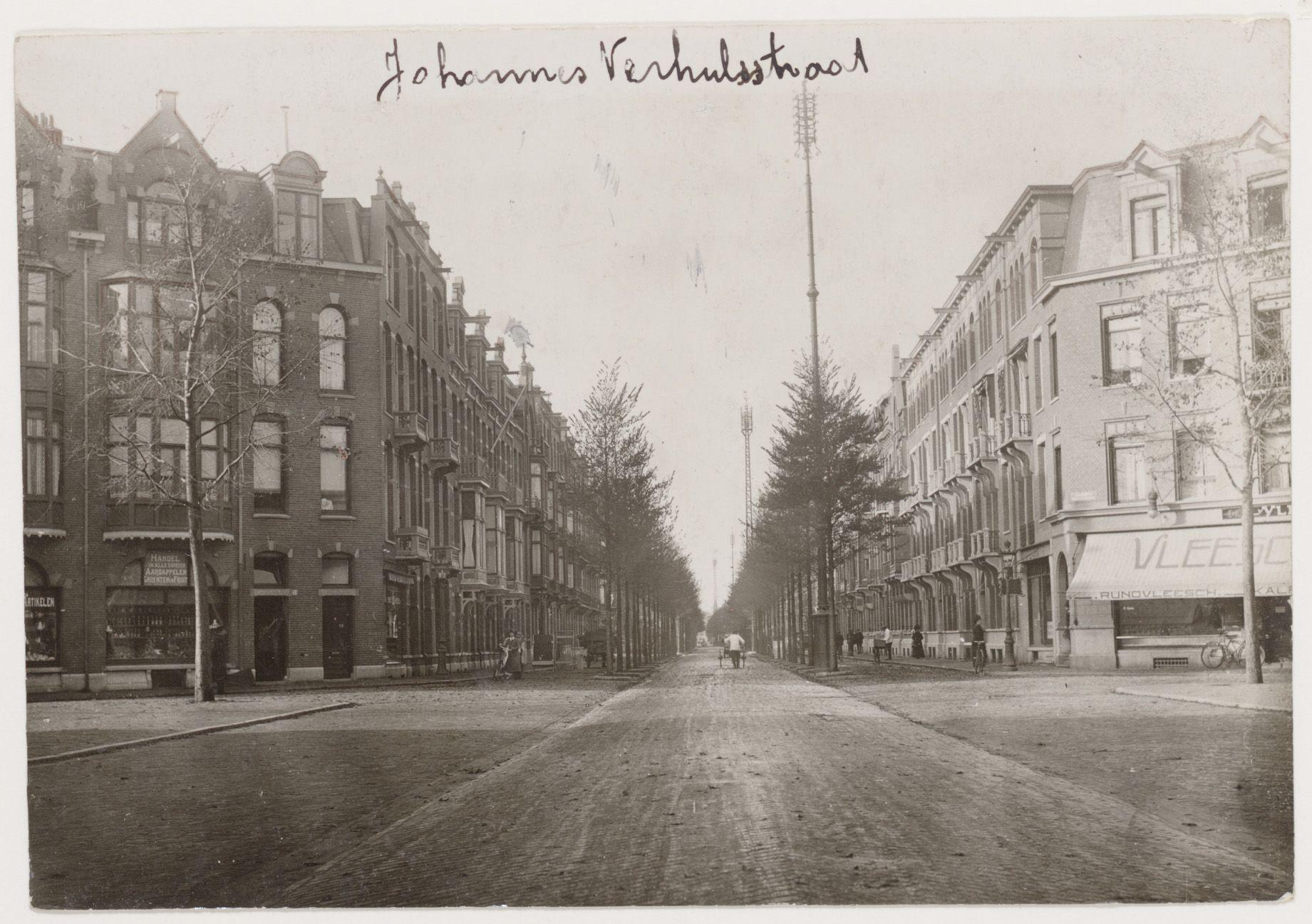
Johannes Verhulststraat 33 (links).

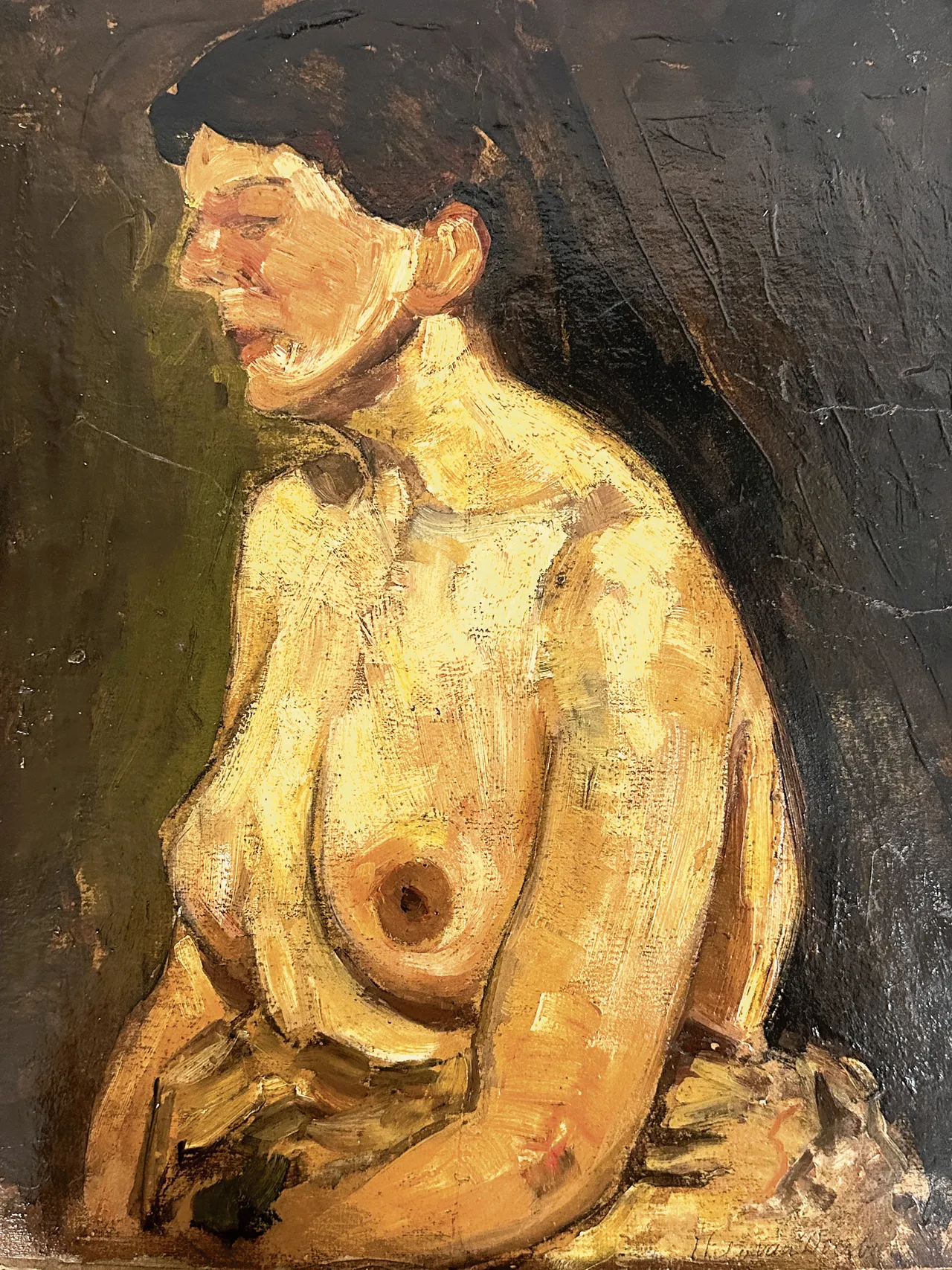
Naakt, portret uit 1904

De schilderijen uit zijn beginperiode zijn vaak bruinachtig en dik aangezet en sluiten aan bij de toen gangbare Amsterdamse School. In het begin schilderde hij vooral landschappen. Er is uit 1904 wel een naakt bekend. Maar de landschapsschilderkunst bevredigde hem steeds minder. Vanuit een humanistisch-christelijk standpunt, mogelijk beïnvloed door Van Gogh, interesseerde hij zich steeds meer voor de 'lijdende en zwoegende' mens. Om zich te bekwamen in de portretschilderkunst maakte hij talloze zelfportretten, waarbij hij zich graag als 'geestelijk werkman', met pet en werkkleding, afbeeldde. De studie naar de mens wekte echter ook de behoefte om deze een spiegel voor te houden. Dit resulteerde in een serie karikaturale litho's naar het voorbeeld van de Franse karikaturist Honoré Daumier, die in 1910 verschenen in zijn literaire debuut, De maskers af!
Van Doesburgs ouders keurden zijn relatie met Feis af, waardoor hij in 1907 zonder vast inkomen het ouderlijk huis verliet. Met de hulp van zijn vriend, de amateur-schilder Christian Leibbrandt, wist hij een bestaan voor zichzelf op te bouwen. In 1908 vond in de Haagsche Kunstkring zijn eerste tentoonstelling plaats en van 1908 tot 1912 verdiende hij zijn geld door het geven van tekenlessen aan Johanna Pieneman. In 1909 gingen Feis en Van Doesburg samenwonen op de Johannes Verhulststraat 33 en op 4 mei 1910 volgde hun huwelijk. Het was een huwelijk op basis van gelijkwaardigheid. Feis hield haar geboortenaam en de taken waren duidelijk verdeeld; uit alles blijkt dat hun huwelijksleven ondergeschikt was aan hun beider geestelijke ontplooiing.

### Bewustwording
Vanaf het midden van 1912 schreef Van Doesburg recensies en kunstbeschouwingen voor verschillende bladen. Op die manier kwam hij voor het eerst in aanraking met de moderne kunst. Aanvankelijk had hij weinig op met de kunst van kubisten als Picasso of Braque en het abstracte werk van Kandinsky. Dat veranderde in 1913 na het lezen van Kandinsky's Rückblicke, waarin deze terugblikt op zijn ontwikkeling als kunstschilder van 1903-1913. Van Doesburg raakte overtuigd van de 'vergeestelijking' van de kunst, dat wil zeggen dat zuivere kunst voortkomt uit de geest en niet uit de wereld om ons heen. Natuurgetrouwe nabootsing van de werkelijkheid had volgens Kandinsky dan ook weinig zin. Daarnaast nam hij Kandinsky's idee over dat de toekomstige kunst uit de kunst van het verleden te voorspellen is. Van Doesburg stelde vast dat de kunst steeds abstracter werd. Van Doesburg had aanvankelijk grote moeite aan de 'vergeestelijking' gestalte te geven. Het schilderij Meisje met ranonkels, dat hij in 1914 voltooide, is zijn eerste poging in die richting. Hoewel de voorstelling nog steeds herkenbaar is, merkt Van Doesburg op dat hij deze alleen nog als motief gebruikt heeft.

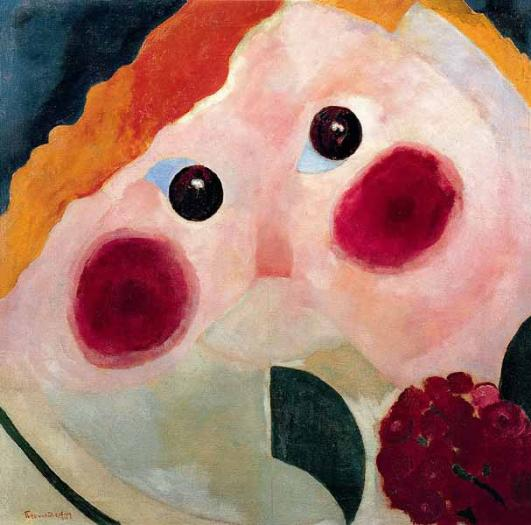
Meisje met ranonkels. 1914. Utrecht, Centraal Museum.

Vrijwel onmiddellijk na het uitbreken van de Eerste Wereldoorlog werd Van Doesburg — als sergeant-facteur Küpper — met de Amsterdamse Landweer ingekwartierd op de Regte Heide aan de Belgische grens in Noord-Brabant. De gruwelijke ooggetuigenverslagen van Belgische vluchtelingen schokten hem hevig en hij verloor al zijn vertrouwen in de mens en zelfs in het geloof zoals hij het kende. Aan het 'front' was verder weinig te doen en dus schreef hij talloze tijdschriftartikelen, gedichten en brieven, waarin hij zijn afschuw voor deze in zijn ogen nutteloze oorlog uitte. Op de Regte Heide leerde hij de Drachtster schoenmaker-dichter Evert Rinsema kennen, met wie hij, vanwege hun gemeenschappelijke interesse in literatuur, zijn verdere leven bevriend bleef. In januari 1915 werd hij overgeplaatst naar Tilburg. Zijn oude, Amsterdamse vriend, Maurits Manheim, die al enige tijd in Tilburg woonde, stelde hem in het najaar van 1914 voor aan de uit Rotterdam afkomstige Antony Kok. Manheim, Kok en Van Doesburg organiseerden begin 1915 zogenaamde soirées intimes, waar muziek werd gemaakt en experimentele gedichten werden voorgedragen. Met Kok besprak hij rond deze tijd ook de mogelijkheden van een literair-cultureel tijdschrift. Via Manheim leerde hij ook Lena Milius kennen. Van Doesburg werd verliefd op Lena en vond in haar een meer begripvolle, warme en tolerante partner dan zijn echtgenote Agnita Feis. Hij droeg het gedicht 'Mijne liefde...' aan haar op dat hij op 30 januari 1915 – tot groot verdriet van Feis – publiceerde in het tijdschrift Eenheid.

### Kennismaking met de modernen
| Straatmuziek I                                                 |  | Straatmuziek II |
| Straatmuziek I en II. Mei/juni 1915. Utrecht, Centraal Museum. |  |                 |

Aan het einde van zijn Tilburgse periode begon Van Doesburg zich weer op de beeldende kunst te richten. Zo bezocht hij begin juni 1915 de voorjaarstentoonstelling van De Onafhankelijken in Amsterdam. Naar aanleiding van het hier tentoongestelde werk van Louis Saalborn en Laurens van Kuik maakte hij de schetsen Straatmuziek I en II. Veel vroeg-abstracte kunstenaars, waaronder ook Kandinsky, gebruikten muziek als motief om vorm te geven aan hun innerlijke gevoelsleven. Bovendien had in de muziek de vergeestelijking, die zij nastreefden, al een veel concretere vorm aangenomen dan de andere kunsten. Naar aanleiding van deze tentoonstelling schrijft hij het artikel 'Aanteekeningen over moderne kunst', waarin hij voor het eerst de 'werkelijk' modernen verdedigt.
In de zomer van 1915 veroorzaakten groepjes rondom Tilburg gelegerde soldaten relletjes en opstootjes in de stad, waardoor Van Doesburgs legeronderdeel in september naar Utrecht overgeplaatst werd. In Utrecht kwam hij via oogarts en amateur-schilder Gesinus ten Doesschate in oktober in contact met de Utrechtse schilder Erich Wichman. Samen met de dichters Marius Brinkgreve en Jaap van Gelderen maakten ze plannen voor de oprichting van een 'artistiek' tijdschrift. Ook werd hij in Utrecht voorgesteld aan de expressionistische schilder Janus de Winter. De 'verbeeldingen' van 'innerlijke waarneemingen in kleuren en vormen' van deze wat excentrieke kunstenaar maakten diepe indruk op Van Doesburg en hij gebruikte al zijn contacten om deze 'zuiver theosofische kunstenaar' aan te prijzen. Ook droeg hij het bijzonder lyrische gedicht 'De priester-kunstenaar' aan hem op en werd hij door hem aangezet tot het maken van een serie visioenachtige voorstellingen.

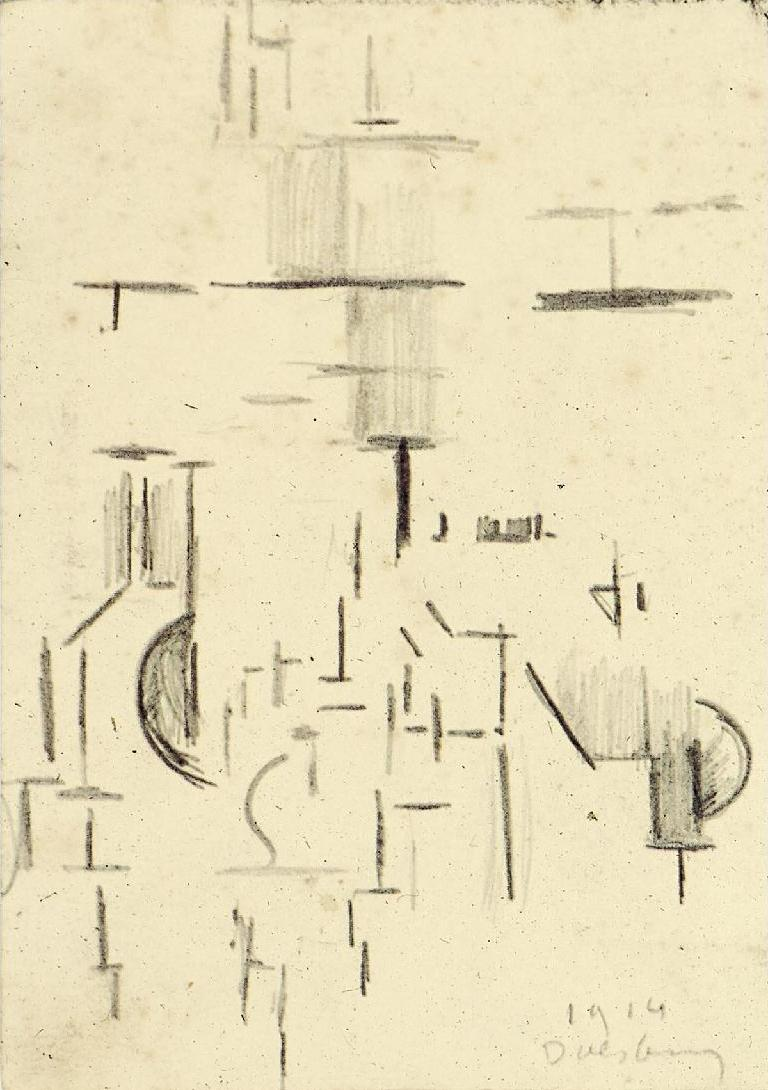
Geabstraheerde kerk. Ca. 1915. Utrecht, Centraal Museum.

In navolging van Kandinsky's evolutiedenken probeerde Van Doesburg de ontwikkeling van de kunst (van figuratief naar abstract) onder woorden te brengen, bijvoorbeeld in de lezing De ontwikkeling der moderne schilderkunst. Toen Van Doesburg in oktober 1915 in contact kwam met het werk van Piet Mondriaan, schreef hij hierover in dit soort termen. Hierdoor ontstond een langzame verwijdering van het expressionisme. Nog diezelfde maand stuurde Mondriaan hem een foto van een tekening van de gevel van de kerk van Domburg, waarop Van Doesburg een soortgelijke tekening maakte. Ook wees Mondriaan hem op het toch wel erg willekeurige en toevallige karakter van De Winters werk, waarna Van Doesburg wat meer afstand nam van zijn 'priester-kunstenaar'. Op 6 februari 1916 ontmoetten beiden elkaar voor het eerst.
Na zijn demobilisatie in februari 1916 kon hij vanwege zijn verhouding met Lena Milius niet meer bij zijn vrouw terugkeren en ging hij tijdelijk bij zijn moeder en zus op de Schoterweg 6 in Haarlem wonen. Op 24 maart 1916 richtte hij met Erich Wichman en Lou Saalborn kunstenaarsvereniging De Anderen op, waarmee hij van mei tot juni van dat jaar exposeert bij kunsthandelaar Herman d'Audretsch in Den Haag. Ook De Winter was lid van De Anderen. Toen De Winter zich op het laatste moment echter uit de groep terugtrok omdat hij andere, meer invloedrijke promotors vond in de personen Henri Borel en Frederik van Eeden, voelde Van Doesburg zich zwaar geschoffeerd. Ondanks deze tegenvaller was de tentoonstelling voor Van Doesburg een klein succes: zijn eerste genummerde compositie, Compositie I (stilleven) - mogelijk geïnspireerd op werk van de Tsjechische kunstenaar Emil Filla - werd aangekocht door de invloedrijke kunstpedagoog H.P. Bremmer voor de verzameling van mevrouw Kröller.
In 1916 brak Van Doesburg met het expressionisme. Dit had alles te maken met het evolutiedenken. Na de breuk met De Winter verscheen het boekje De schilder De Winter en zijn werk, waarin Van Doesburg het werk van De Winter een plaats gaf in de kunstgeschiedenis en het vergeleek met 'het groteske der middeleeuwsche na-gothiek'. Het expressionisme van Kandinsky zag hij nu als een overgangsperiode, die voorbijgestreefd was door schilders als Mondriaan, die de vergeestelijking verder doorgevoerd hadden en die zich bezighielden met 'universeele waarden'.

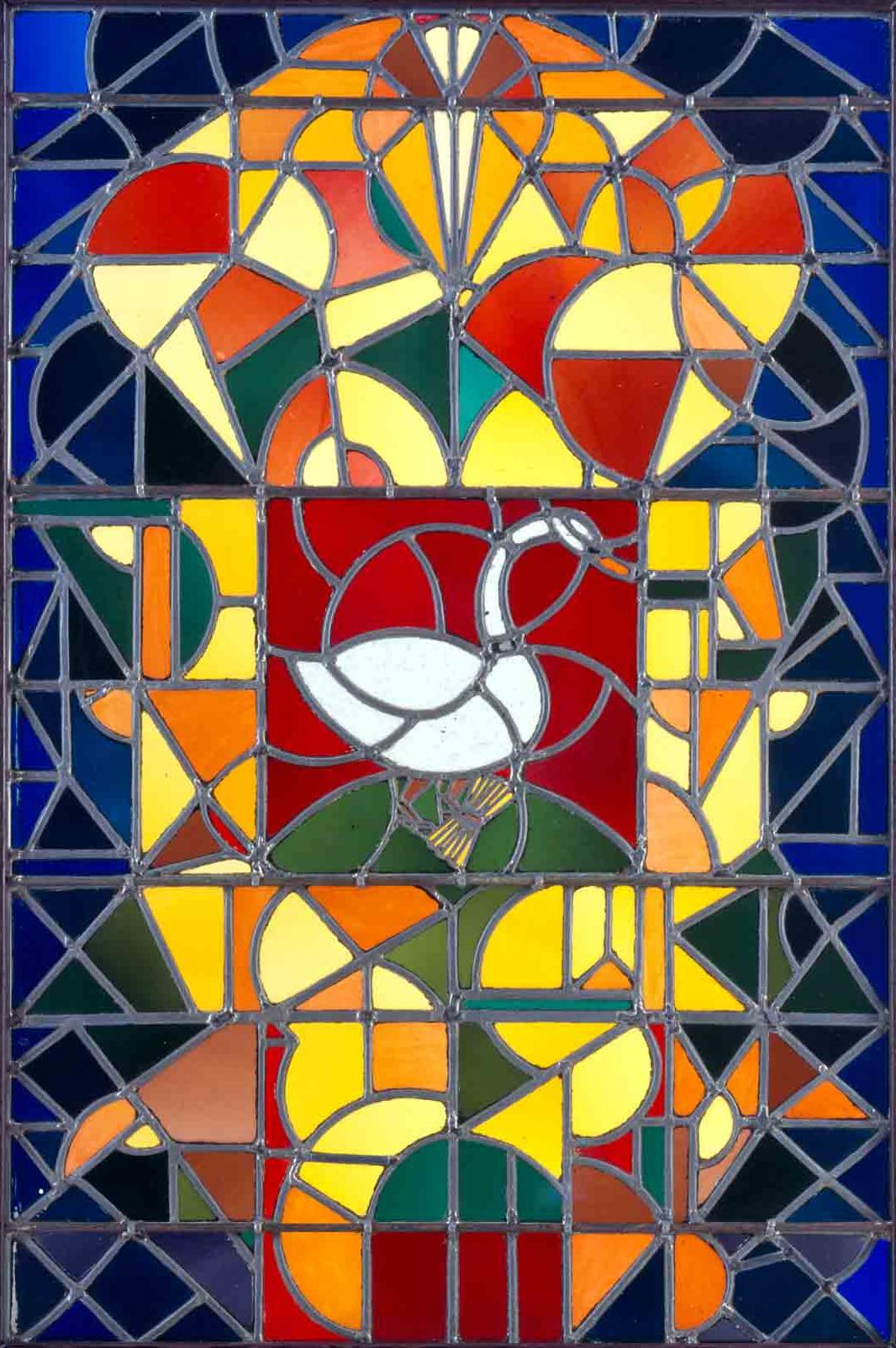
Glas-in-loodcompositie I. 1916. Leiden, Stedelijk Museum De Lakenhal.

In 1916 publiceerde hij in het tijdschrift De Beweging een artikelenreeks, in 1917 in boekvorm uitgegeven als De nieuwe beweging in de schilderkunst. Hierin onderscheidt hij twee soorten abstracte kunst: rationele abstractie via het kubisme en impulsieve abstractie via Kandinsky. Naar aanleiding hiervan schreef de architect J.J.P. Oud hem op 30 mei een brief, waarin hij Van Doesburg wees op de overeenkomst van de moderne schilderkunst met de moderne architectuur. Deze brief werd later dat jaar gepubliceerd als 'Over cubisme, futurisme, moderne bouwkunst enz.'. Hierin schrijft hij onder meer:

De vlakken waarmede wij, als ruimtekunstenaars, onze ontroering realiseeren, zal zij [de schilderkunst] kunnen „bezielen" en tot een wezenlijk bestanddeel der ruimte maken, dat haar inniger en ontroerender kan doen zijn.
— J.J.P. Oud (4 juni 1916).

Een eerste voorzichtige poging in die richting was de opdracht die Oud hem in augustus 1916 gaf om een glas-in-loodraam te ontwerpen voor de deur van een burgemeesterswoning in Broek in Waterland. Voor deze eerste glas-in-lood-compositie ging Van Doesburg te rade bij de Hongaarse kunstenaar Vilmos Huszár. Later zou Oud hem nog bij diverse projecten betrekken, zoals Villa Allegonda in Katwijk aan Zee, Vakantiehuis De Vonk en woningbouw in de Rotterdamse wijk Spangen. In mei 1916 richtte Van Doesburg een tweede kunstenaarsvereniging op, de Leidsche Kunstclub De Sphinx. Op verzoek van Oud werden ook architecten toegelaten.
Een van de leden van deze vereniging was de Haagse architect Jan Wils. Wils had zich op dat moment als volgeling van de Amerikaanse architect Frank Lloyd Wright op de kaart gezet als een van de meest vooruitstrevende architecten van Nederland en net als Oud betrok Wils Van Doesburg bij een aantal van zijn projecten. Zo ontwierp Van Doesburg in 1917 vijf glas-in-loodramen voor een door Wils ontworpen onderwijzerswoning in Sint Anthoniepolder en kreeg hij van Wils alle vrijheid bij de decoratie van Huis De Lange in Alkmaar. Eind 1916 gaf hij op verschillende plaatsen de lezing Het aesthetisch beginsel in verband met de moderne beeldende kunst.

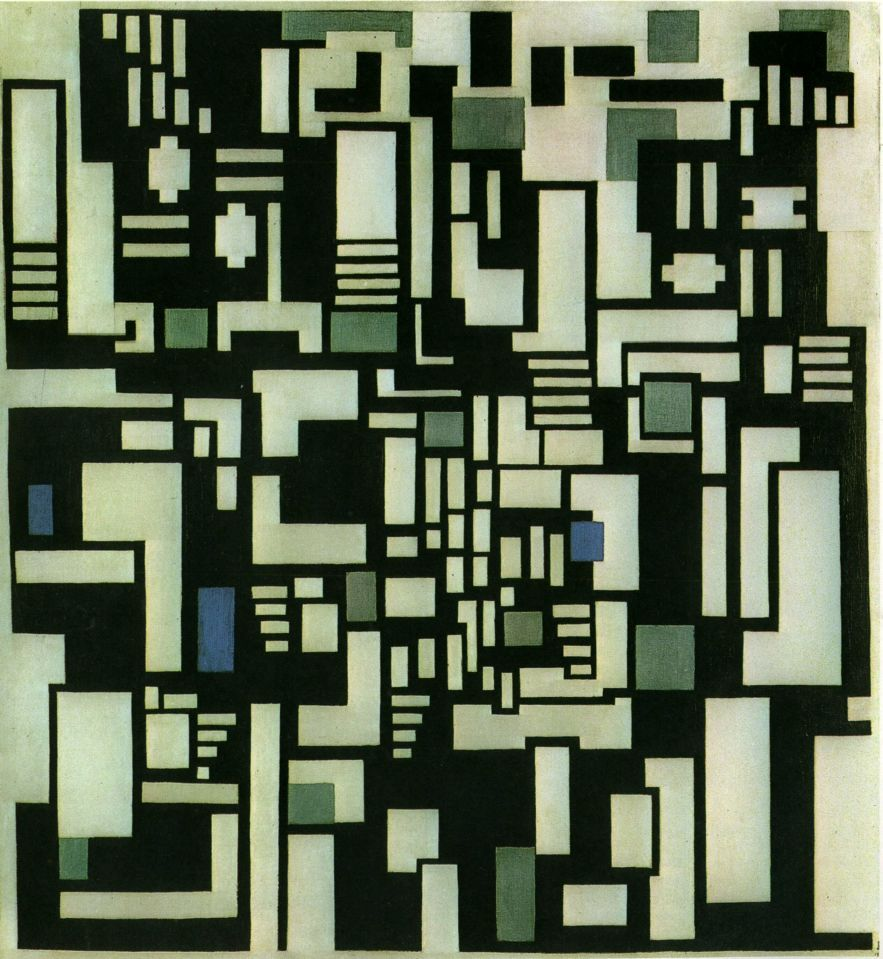
Compositie IX (De kaartspelers). Olieverf op doek. 116 × 106 cm. Den Haag, Gemeentemuseum Den Haag.

### De Stijl
Via Mondriaan en Huszár leerde hij in 1916 ook de schilder Bart van der Leck kennen en samen richtten zij de groep 'bewust abstracten' of 'werkelijk anderen' op, als afscheiding van het naar hun smaak te expressionistische De Anderen. Begin 1917 begon een nieuwe fase in Van Doesburgs oeuvre, de nieuwe beelding of neoplasticisme. Onder invloed van zijn nieuwe vriendenkring gebruikte hij alleen nog maar horizontale en verticale lijnen en kleurvlakken, waaruit vrijwel elke 'natuurlijke' invloed verdween. Hoewel deze werken nog steeds uit de waarneembare werkelijkheid zijn ontstaan – zo is zijn Compositie XII in zwart en wit gebaseerd op een landschap, en zijn Compositie in dissonanten op een portret van een vrouw – schijnt Van Doesburg het radicaalst te zijn geweest in zijn opvattingen. Zo meende Lena Milius zich te herinneren dat toen Mondriaan hem een keer in Leiden opzocht en daar L'homme à la pipe (Compositie VI) zag, hij daar nog niet aan toe was.
In december 1916 vestigde hij zich in Leiden, waar hij een atelier huurde op het Kort Galgewater 3. Op 11 mei 1917 werd de scheiding tussen Van Doesburg en Feis uitgesproken, nadat zij bijna drie jaar gescheiden van elkaar hadden geleefd. Dezelfde maand nog, op 30 mei, trouwde hij met Lena Milius.
In mei 1917 was Van Doesburg bezig met de voorbereiding van een tijdschrift voor de groep 'bewust abstracten'. Hij had toen al de toezegging van Mondriaan en Van der Leck. Een belangrijke impuls was ook een voorschot van fl. 600,- op een toezegging van fl. 3.000,- van de Zwitserse verzamelaar Karl Friedrich Meyer-Fierz, die Van Doesburg in november 1916 leerde kennen. Hij noemde het De Stijl. 'Het is alleen voor Beeldende Kunst en Kunstnijverheid. Gaat het goed dan breid ik het enorm uit: muziek, literatuur enz.', schreef hij op 19 mei 1917 aan Kok. Door papierschaarste en het zoeken naar adverteerders kwam het eerste nummer van De Stijl pas in oktober uit. Overige medewerkers van het tijdschrift waren Anthony Kok, J.J.P. Oud, Gino Severini, Jan Wils, Robert van 't Hoff, Huib Hoste en Georges Vantongerloo.
De titel – De Stijl – is een provocatie aan het adres van diegenen die volgens Van Doesburg niet tot de modernen behoorden. Vooral het aan de Amsterdamse School verwante tijdschrift Wendingen (redactie H.Th. Wijdeveld) moest het vaak ontgelden in Van Doesburgs artikelen. Hij vergeleek het met een stuurloze windwijzer, 'motto you never can tell of zoo de wind waait, waait mijn hoedje'.
Maar ook ten opzichte van de leden van De Stijl was Van Doesburg bijzonder kritisch. Dit leidde tot de nodige conflicten, waardoor de groep al snel uit elkaar viel. Van Doesburg was ervan overtuigd dat het universele het zou winnen van het individuele en dus probeerde hij van De Stijl een collectief te maken. Leden die afweken van de uitgangspunten van De Stijl of niet loyaal genoeg waren werden zonder pardon geroyeerd.
Van Doesburg was zelf echter ook niet altijd consequent. In het najaar van 1919 zegde hij de communistische schilder Chris Beekman toe in zijn netwerk een petitie rond te laten gaan om handtekeningen te verzamelen voor een vrij postverkeer met Rusland, aan te bieden aan het Nederlandse parlement. Toen Van Doesburg dit echter verzuimde, liet de eveneens communistische architect Robert van 't Hoff weten niet meer met Van Doesburg als redacteur van De Stijl te kunnen samenwerken. Eerder dat jaar had Van 't Hoff Van Doesburg nog gewezen op de experimentele meubels van Gerrit Rietveld. Van Doesburg vond dat deze de ideeën van De Stijl in drie dimensies uitdrukten en publiceerde ze in zijn tijdschrift. Toen Van Doesburg in november 1919, ondanks de afspraak onder de leden van De Stijl alleen nog gezamenlijk te exposeren, toch deel nam aan de Jaarbeurs voor Kunstnijverheid in Amsterdam, was de breuk met Van 't Hoff compleet.

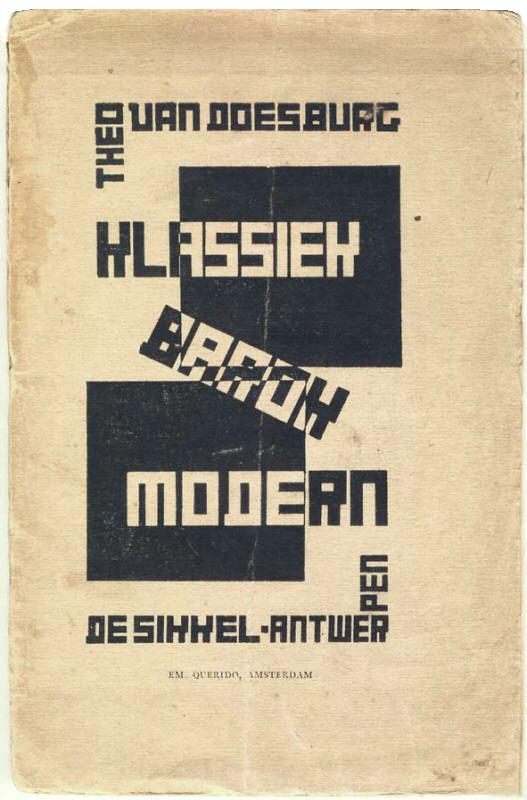
Omslag van 'Klassiek-Barok-Modern. 1920.

In november 1918 verscheen Manifest I van De Stijl, waarin werd opgeroepen tot meer internationale samenwerking en een 'wereldkamp tegen de overheersching van het individualisme'. Dit had vrij snel resultaat. Contacten met gelijkgestemde kunstenaars in Italië, Duitsland and België werden gelegd. Jozef Peeters nodigde Van Doesburg uit een lezing te houden voor de groep Moderne Kunst in Antwerpen. Deze lezing, getiteld Klassiek-Barok-Modern, is een voorbeeld van de reactie op Berlage en 'zijn' Amsterdamsche School, die volgens Van Doesburg het decoratieve, barokke beginsel nooit hadden losgelaten.

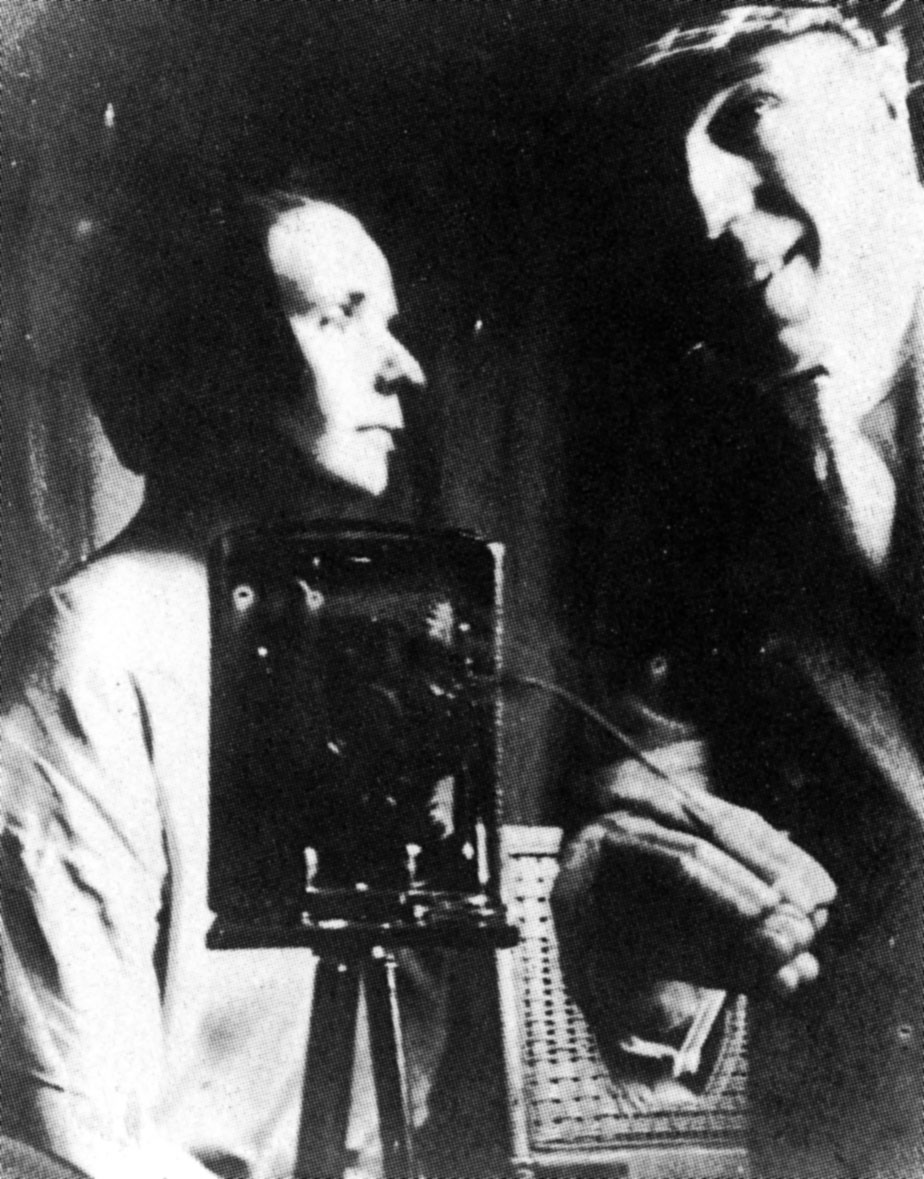
Theo en Nelly van Doesburg in het atelier van Mondriaan in Parijs. Voorjaar 1921.

Eind februari 1920 reisde hij naar Parijs, waar hij een bezoek bracht aan Mondriaan, die zich daar in 1919 gevestigd had. Hier werd hij voorgesteld aan de invloedrijke Parijse kunsthandelaar Léonce Rosenberg die de leden van De Stijl een architectuurtentoonstelling aanbood in zijn galerie L'Effort Moderne. Ook ontmoette hij leden van de Franse kunstenaarsgroep La Section d'Or. Bij die gelegenheid werd hij benoemd tot Nederlandse ambassadeur van La Section d'Or. Daarnaast maakte hij in Parijs voor het eerst van dichtbij kennis met de dadaïstische activiteiten van Francis Picabia en Tristan Tzara. Vooral Picabia maakte diepe indruk op Van Doesburg, die hem in het artikel 'Dada' in De Nieuwe Amsterdammer tot voorman van de dada-beweging verklaarde. Pas na een persoonlijke ontmoeting met Tzara in juni 1920 stelde hij zijn mening bij en riep hem uit tot leider van die beweging.
Na zijn bezoek aan Parijs vond Van Doesburg het tijd ook aandacht aan de literatuur te besteden en dus publiceerde hij in april 1920 het manifest 'De Literatuur', waarmee hij zijn literaire loopbaan 'afsloot'. Om vervolgens het dadaïsme in De Stijl te kunnen opnemen, zonder Mondriaan en andere leden van De Stijl te zeer van zich te laten vervreemden, gebruikte hij, voor zijn literaire werk, voortaan het heteroniem I.K. Bonset, dat een anagram zou zijn van 'Ik ben sot'. In mei 1921 voegde hij hieraan het pseudoniem Aldo Camini toe, dat hij gebruikte voor de publicatie van de anti-narratieve roman Caminoscopie, 'n antiphilosofische levensbeschouwing zonder draad of systeem.

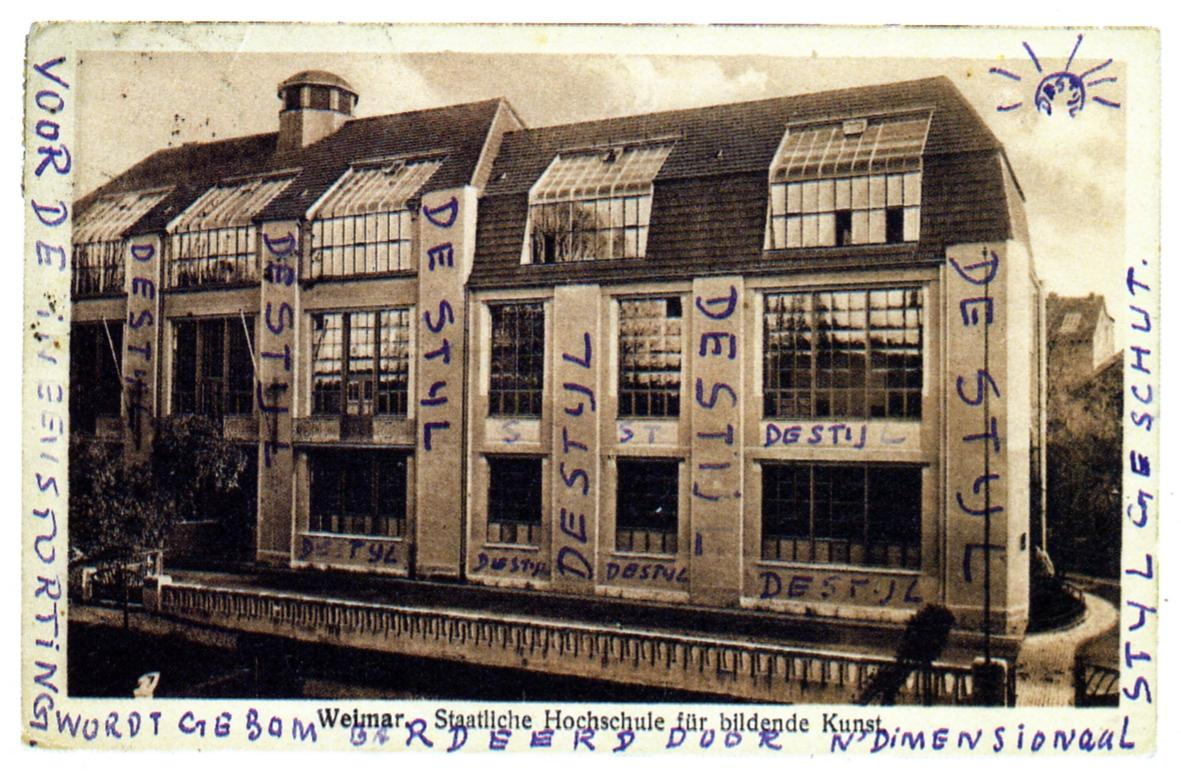
Briefkaart van Van Doesburg aan Antony Kok. 12 september 1921.

### Van Doesburg en het Bauhaus
In 1920 organiseerde hij namens de Section d'Or een aantal tentoonstellingen in Nederland en België. Tijdens de opening van de tentoonstelling in Den Haag in juli ontmoette hij de toen twintigjarige pianiste Nelly van Moorsel, met wie hij, zeer tegen de zin van haar ouders, een relatie begon. In december 1920 had hij in Berlijn een ontmoeting met de directeur van het Bauhaus, Walter Gropius en enkele van zijn assistenten en studenten. Tijdens deze bijeenkomst liet Van Doesburg werk zien van De Stijl en Gropius vertelde over de activiteiten van het Bauhaus. De eerste dagen van 1921 verbleef hij op aanraden van Gropius in Weimar, waar het Bauhaus zich toen bevond. Het viel Van Doesburg tijdens dit eerste bezoek al op dat binnen het Bauhaus een ambachtelijke en Arts and Crafts-achtige sfeer hing, ondanks de progressieve houding van Gropius. Van Doesburg stelde vast dat er in Weimar voldoende ruimte was de mensen van het nieuwe te overtuigen. Tijdens Van Doesburgs afwezigheid was Nelly van Moorsel van huis weggelopen en in Leiden opgevangen door Oud en Milius. Op 17 maart 1921 begon Van Doesburg met een lezingentour door België, Frankrijk, Italië, Zwitserland, Oostenrijk en Duitsland, begeleid door Nelly. Hierna hebben ze elkaar nooit meer verlaten.

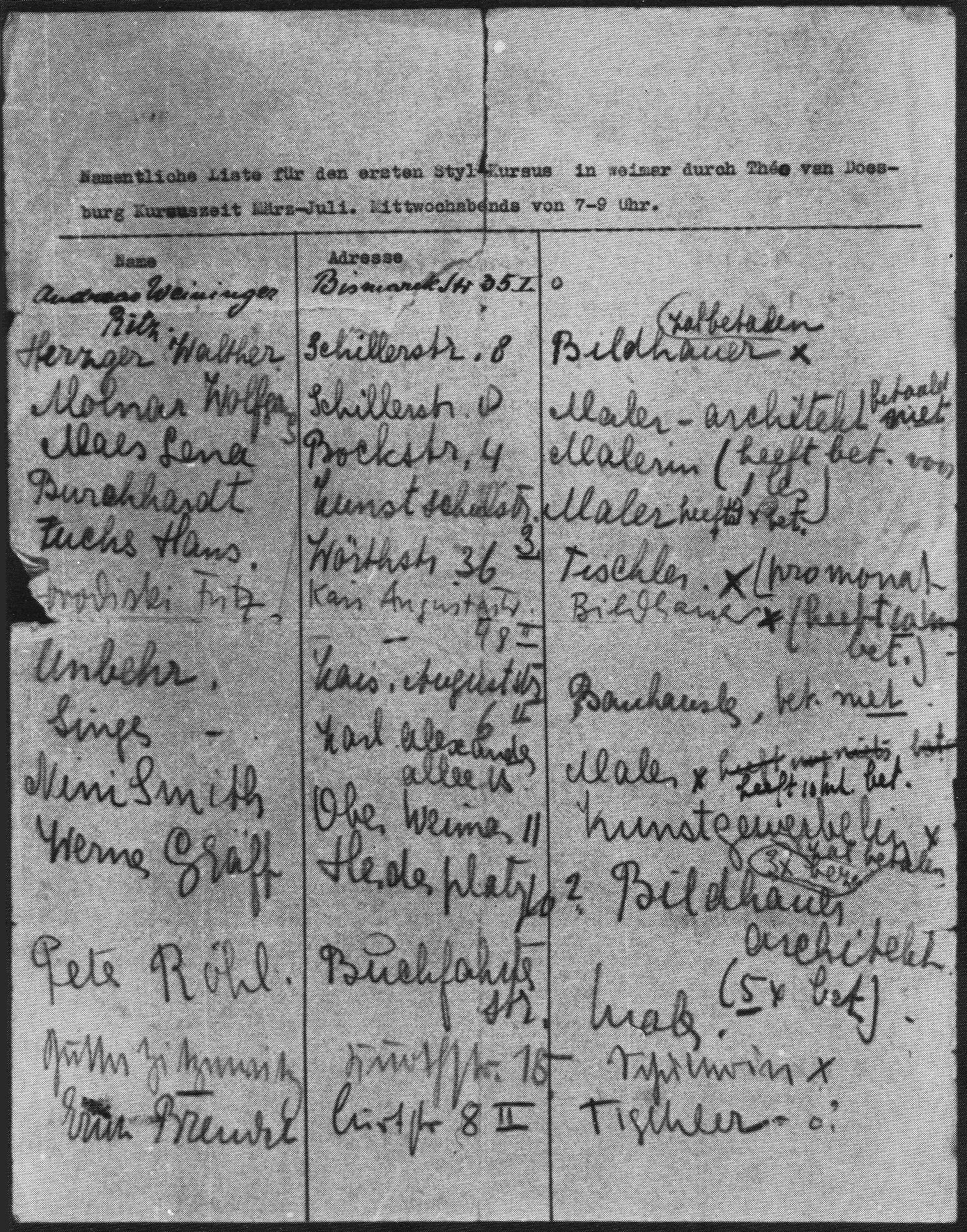
Namenlijst voor de eerste Stijlcursus in Weimar van maart tot juli 1922.

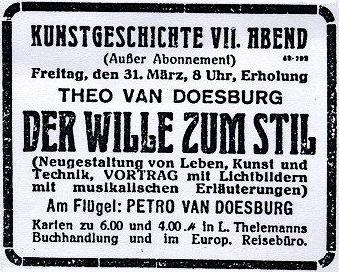
Aankondiging van de lezing Der Wille zum Stil in Weimar.

De Europese tournee eindigde in april 1921 in Weimar, waar Van Doesburg zich langere tijd vestigde. De redactie van De Stijl verhuisde mee, waardoor het een steeds internationaler karakter kreeg. In Weimar bood Bauhaus-docent Adolf Meyer hem een flat aan en een Bauhaus-student stelde hem zijn atelier ter beschikking. Zomer 1921 organiseerde Van Doesburg zaterdagavond-bijeenkomsten voor studenten en docenten. Winter 1921-1922 gaf hij een privé-cursus De Stijl in zijn atelier aan de Schanzengraben, gevolgd door een openbare Stijlcursus, die van 8 maart tot 8 juli 1922 elke woensdag plaatsvond in het atelier van Peter Röhl, een van Van Doesburgs vurigste aanhangers. De cursus werd vooral door Bauhaus-studenten bijgewoond en was volgens Van Doesburg een succes.
Al deze activiteiten wijzen erop dat Van Doesburg graag zag dat het Bauhaus hem als docent in dienst zou nemen. Zijn radicale en vaak tactloze optreden tegenover enkele Bauhaus-docenten maakte dit voor Gropius echter onmogelijk, terwijl hij daarnaast de toch al onzekere positie van het Bauhaus verder aan het wankelen zou kunnen brengen. Gropius was vooral bang dat Van Doesburg ruzie zou krijgen met docent Johannes Itten. Itten en Van Doesburg waren elkaars tegenpolen. "Hij [Van Doesburg] droeg bij voorkeur een zwarte hoed en modieuze pakken. Itten daarentegen [...] ontwierp een soort priestergewaad en schreed daarmee net zo ongegeneerd door Weimar als Van Doesburg met zijn monocle, witte stropdas en zwarte hoed te koop liep (allebei tot verbazing van de burgerij)", weet voormalig Bauhaus-student Werner Graeff zich later te herinneren. Bovendien wilde het Bauhaus een zo divers mogelijk curriculum aanbieden. Van Doesburgs ideeën waren hiervoor te dogmatisch en te zeer gericht op één allesomvattende stijl.

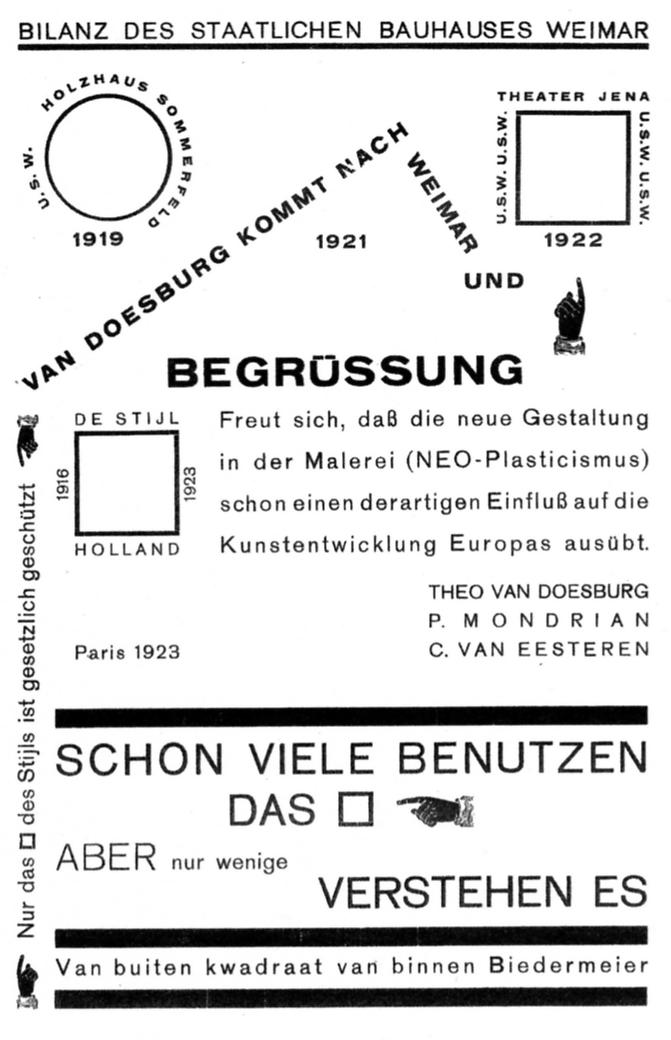
'Bilanz des Staatlichen Bauhauses Weimar'. Afkomstig uit Mécano, No 4/5 White, Blanc, Wit, Weiß (1923), achteromslag.

Toch krijgt Van Doesburg, mede dankzij zijn Stijlcursus, veel navolging binnen het Bauhaus. Het residentietheater van Weimar, bijvoorbeeld, werd in 1921 op aanwijzing van Van Doesburg door Bauhaus-studenten beschilderd volgens de uitgangspunten van De Stijl, Oskar Schlemmer ontwierp eind 1921 een nieuw en hoekig Bauhaus-vignet en Gropius veranderde het motto van het Bauhaus van 'Kunst en ambacht - een nieuwe eenheid' in 'Kunst en techniek, een nieuwe eenheid', terwijl Itten zijn ontslag indiende. Deze stapsgewijze koerswijziging van het Bauhaus eiste Van Doesburg vrijwel onmiddellijk voor zichzelf op. En waarschijnlijk terecht, want op pagina 54 van "Bauhaus 1919 - 1933" - een uitgave van Bauhaus-Archiv Museum für Gestaltung - kunnen we lezen: "Der wichtigste Anstoß zur Überwindung des expresionistischen Bauhauses kam von außen, von dem niederländischen Künstler Theo van Doesburg" ("De belangrijkste stoot tot de overwinning op het expressionistische Bauhaus kwam van buiten, van de Nederlandse kunstenaar Theo van Doesburg"). Toch schreef hij in december 1922, terugkijkend op zijn verblijf in Weimar, enigszins gefrustreerd dat er in Duitsland sprake is van een 'zucht naar mystiek en een filosofisch-gebondene en systematisch gekweekte denkwijze' en 'slechts een minstens even sterke systematiek in de uiteenzetting der beeldingsmiddelen en hun toepassing kon deze hinderpalen niet teniet doen'. In het tijdschrift Mécano schreef hij later in 'Bilanz des Staatlichen Bauhauses in Weimar' (eindbalans van het Bauhaus) provocerend: 'Van buiten kwadraat, van binnen Biedermeier'. Toch stuurt Van Doesburg in 1924 een solidariteitsbetuiging naar het politiek in het nauw gedreven Bauhaus. In 1925 wordt de waardering van het Bauhaus voor Van Doesburg bevestigd met de publicatie van zijn Grondbegrippen der nieuwe beeldende kunst als deel 6 in de serie Bauhausbücher.
Tijdens zijn verblijf in Weimar hield Van Doesburg zich voornamelijk bezig met architectuur. Zo bleef hij, ondanks de grote afstand, samenwerken met Nederlandse architecten, zoals de Drachtster architect Cees Rienks de Boer en Oud. Deze samenwerking bestond uit het maken van kleurontwerpen, het ontwerpen van glas-in-loodramen en in een enkel geval bouwkundig advies. In november 1921 komt de samenwerking met Oud echter tot een abrupt einde. Oud komt tot de overtuiging dat kleur in de architectuur niet overheersend moet zijn en laat Van Doesburgs kleurontwerp overschilderen. Hierna zou Oud alleen nog naar eigen inzicht en bij voorkeur voor tijdelijke bebouwing kleur toepassen. Van Doesburg was hier zo boos over dat hij Oud royeerde als lid van De Stijl. In de ingezonden brief 'De architect J.J.P. Oud "voorganger" der "kubisten" in de bouwkunst?' deed hij het zelfs voorkomen alsof Oud al sinds 1918 geen lid meer was.

### Constructivistische Internationale

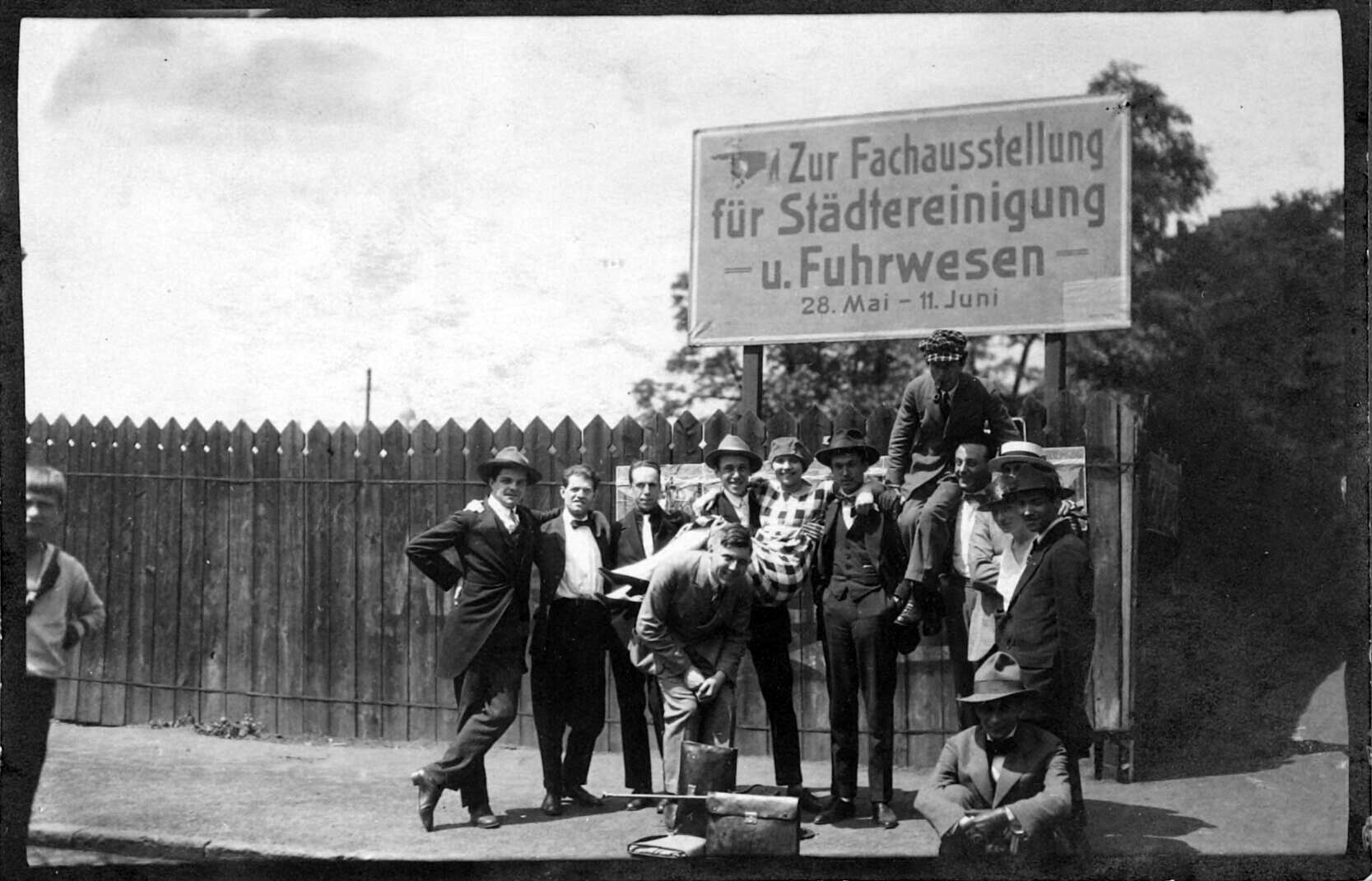
Groepsfoto Eerste Congres van de Unie van Internationale Progressieve Kunstenaars in Düsseldorf, mei 1922.

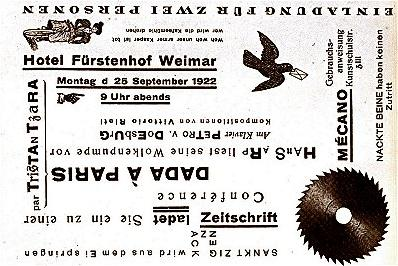
Uitnodiging dada-avond Hotel Fürstenhof, 25 september 1922.

Voorjaar 1922 gaf Van Doesburg in Berlijn de lezing Der Wille zum Stil. Daar leerde hij de Russische kunstenaar El Lissitzky kennen en vond in hem een belangrijke bondgenoot. Hoewel het Russische constructivisme, waartoe Lissitzky behoorde, anders dan Van Doesburg, wel politiek geëngageerd was, hadden Van Doesburg en de constructivisten vergelijkbare doelen. In het voorjaar van 1922 maakte Van Doesburg samen met Hans Richter plannen voor de oprichting van een constructivistische internationale, geïnspireerd op de Socialistische Internationale. Op 26 mei 1922 vond in Weimar een ontmoeting plaats tussen Van Doesburg, Richter, Lissitzky, Karl Peter Röhl, Werner Graeff en Cornelis van Eesteren, waarbij de IFdK (Internationale Fraktion der Konstruktivisten) werd opgericht. De IFdK trad voor het eerst in de openbaarheid tijdens het congres van de Unie van Internationale Progressieve Kunstenaars, dat van 29-31 mei 1922 in Düsseldorf plaatsvond. Het doel van dit congres was te komen tot een belangenvereniging voor moderne kunstenaars, maar volgens de IFdK was de Unie niet progressief genoeg. Vervolgens saboteerde de groep het congres door op dag twee boos weg te lopen.
Na dit congres werd de IFdK opgeheven en besloot Van Doesburg een 'Konstruktivistische Internationale beeldende Arbeidsgemeenschap' op te richten. Hiervoor bracht hij in juli 1922 een bezoek aan het Berlijnse atelier van de Hongaarse kunstenaar in ballingschap László Moholy-Nagy. Moholy-Nagy was verbonden aan het tijdschrift MA, een Hongaars avant-gardetijdschrift dat vanaf 1921 intensief samenwerkte met De Stijl. Op 25 september organiseerde Van Doesburg een congres voor deze gemeenschap. Het congres werd ook bijgewoond door de dadaïsten Tristan Tzara, Hans Arp, Kurt Schwitters en Raoul Hausmann, waardoor het congres de geschiedenis in ging als het 'Internationaal congres van Konstructivisten en Dadaïsten'. Naar aanleiding van het congres publiceerde de Konstruktivistische Internationale een manifest in De Stijl. Verder bleef de rol van de Internationale beperkt tot het organiseren van enkele tentoonstellingen voor een handvol leden. Vanwege onderlinge meningsverschillen viel de groep al snel uit elkaar. Lissitzky, bijvoorbeeld, kon zich niet vinden in Van Doesburgs 'primitieve utilitarisme'. Als gevolg van het begin van de hyperinflatie in Duitsland keerde Van Doesburg, na een kort oponthoud in Berlijn, op 5 december weer terug naar Nederland.

### 'Holland dada'
In de eerste maanden van 1923 trok Van Doesburg samen met Kurt Schwitters, Nelly van Moorsel en Vilmos Huszár door Nederland om dada te promoten in de zogenaamde Dada-tournee. Op deze avonden begeleidde Van Moorsel als Petro van Doesburg Kurt Schwitters op de piano. Op 12 maart organiseerde hij met Schwitters, Van Moorsel en Huszár een Moderne Soirée in de Haagse dansschool van Lily Green en op 28 maart gaf hij een lezing voor de Sociaal-Anarchistische Jongeren Organisatie, eveneens in Den Haag. Tijdens hun verblijf in Den Haag verbleven Theo en Nelly op de Klimopstraat 18 in het door Jan Wils ontworpen complex Daal en Berg. Hoewel Wils toen geen lid meer van De Stijl was, was Van Doesburg zeer te spreken over het ontwerp en publiceerde er foto's en tekeningen van in het vijfjarig jubileumnummer van De Stijl. Ondertussen zorgden zijn kleurontwerpen in Drachten voor zoveel commotie, dat hij er zich op 22 december 1922 in de lezing 'De kleur in onze woning' voor kwam verantwoorden.

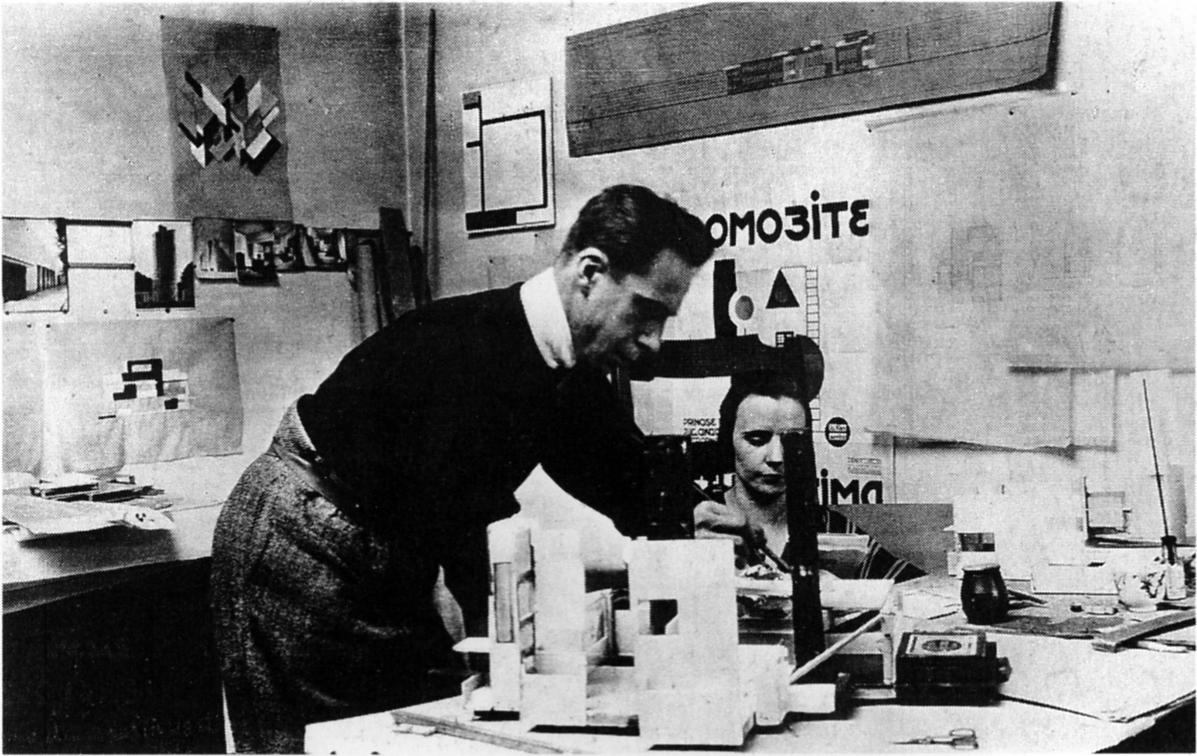
Theo en Nelly van Doesburg werkend aan de maquette van het Maison Particulière, Parijs. 1923.

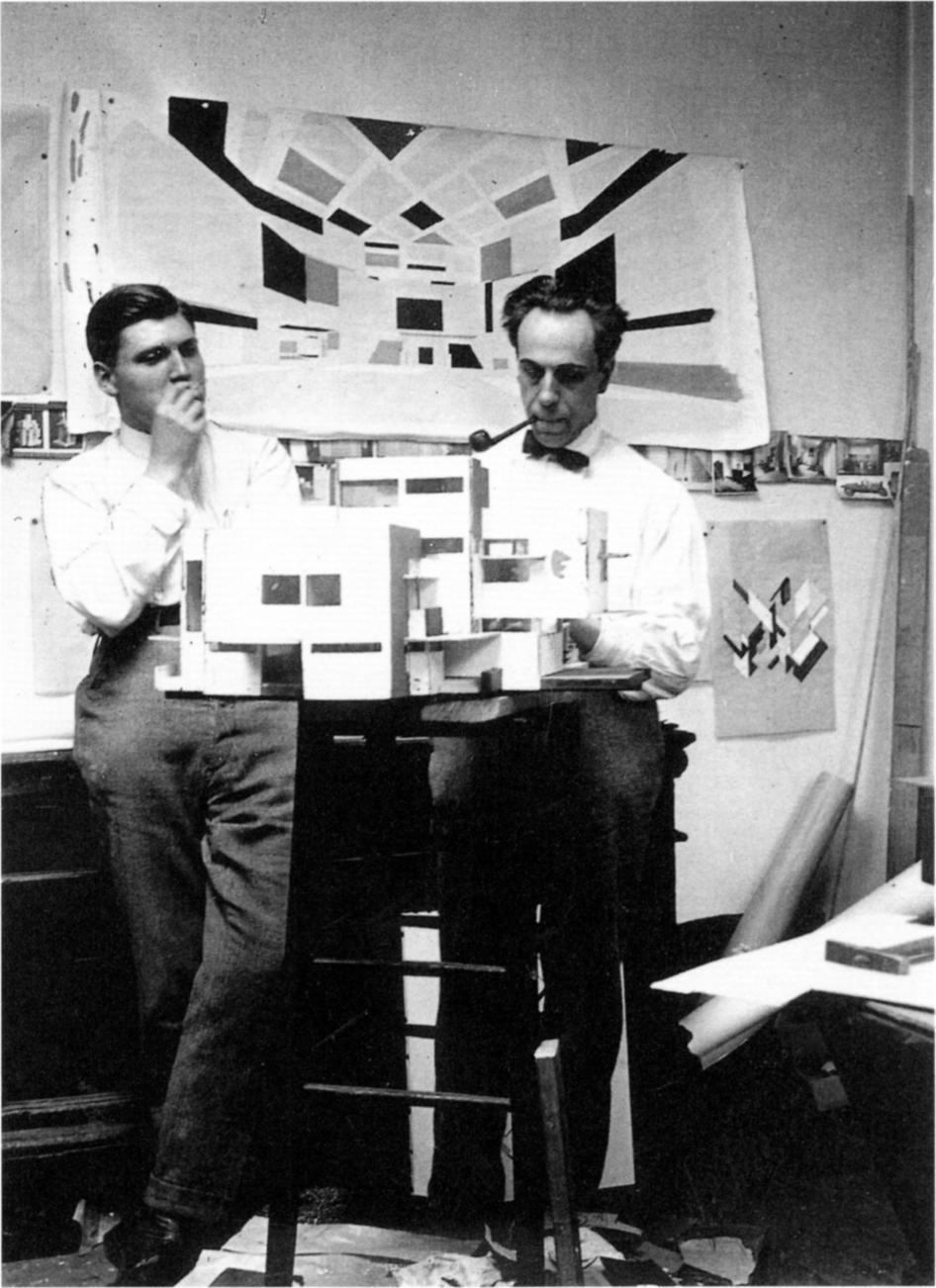
Cornelis van Eesteren en Theo van Doesburg in een atelier aan de Rue du Moulin Vert in Parijs. 1923.

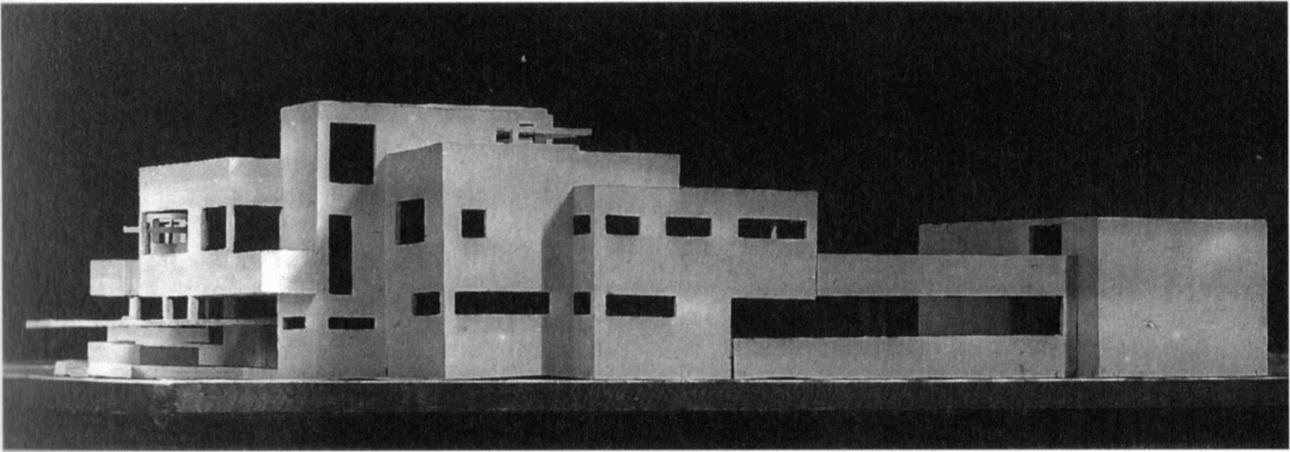
Hôtel Particulier. 1923.

### Rosenbergtentoonstelling
Op 4 mei 1922 ontmoette Van Doesburg in Weimar de bouwkundestudent Cornelis van Eesteren. Van Eesteren, die als winnaar van de Prix de Rome door Centraal- en Oost-Europa reisde, was onder de indruk van Van Doesburgs ideeën en woonde ook de Stijlcursus bij. Van Doesburg moet in hem de ideale vervanger van Oud gezien hebben en nodigde hem uit samen te werken aan de architectuurtentoonstelling die hij voorjaar 1920 aan Léonce Rosenberg beloofd had. Toen Van Eesterens Prix de Rome-toelage niet werd verlengd, zag Van Doesburg kans van Eesteren aan dit project te binden.
Naast een 'buitenhuis annex cultuurcentrum' (Hotel particulier), ontwierpen Van Doesburg en Van Eesteren een eengezinswoning (Maison particulière) en een atelierwoning (Maison d'artiste) en voorzag Van Doesburg twee eerdere ontwerpen van Van Eesteren van kleur. Gerrit Rietveld had ook een rol het ontwerpproces. Hij maakte de maquette van het Hotel particulier. De ontwerpen werden van 15 oktober tot 15 november 1923 onder de titel Les Architectes du Groupe "De Styl" tentoongesteld in de galerie van Rosenberg, aangevuld door eerdere ontwerpen van Vilmos Huszár, Willem van Leusden, J.J.P. Oud, Ludwig Mies van der Rohe en Jan Wils. De ontwerpen waren begin 1924 opnieuw te zien in de École spéciale d'architecture in Parijs. Naar aanleiding van beide tentoonstellingen schreef Van Doesburg het vijfde manifest van De Stijl, getiteld Vers une construction collective, een verwijzing naar Le Corbusiers Vers une architecture. Maar de ontwerpen blijven papieren architectuur en de tentoonstelling wordt matig-positief ontvangen. Volgens De Stijl-kenner Paul Overy had de tentoonstelling echter wel directe invloed op Le Corbusier wat betreft de toepassing van kleur in architectuur en het gebruik van axonometrische projecties. Lang duurde de samenwerking met Van Eesteren niet. Na gezamenlijk aan een aantal architectuurprijsvragen te hebben deelgenomen, eindigde in 1926 hun vriendschap.

### Elementarisme
Op 1 februari 1924 vestigden Nelly en Theo zich aan de Avenue Schneider in Clamart, waar ze tot eind 1927 bleven wonen. In deze periode woonde en werkte ook batikkunstenares Agathe Wegerif in het atelier van Van Doesburg; zij verhuisde later net als Nelly en Theo naar Meudon.
Al in de eerste dagen liet Theo voor meer gemak bij bankzaken zijn pseudoniem Theo van Doesburg legaliseren bij het Nederlands consulaat. Hier is Van Doesburg 'bij gebrek aan bouwopdrachten, weer verwoed aan het schilderen geslagen', zo schreef hij op 27 augustus 1925 aan César Domela. Omstreeks 1925 introduceerde Van Doesburg de diagonaal in zijn werken. Zo creëerde hij een nieuwe richting in zijn oeuvre die hij elementaristisch noemt, zonder daarbij echter de uitgangspunten van de nieuwe beelding los te laten. In zijn serie Contra-Composities, die hij hoofdzakelijk in de periode 1924-1925 maakt, zijn beide stijlen vertegenwoordigd.
Frankrijk was geen gemakkelijke omgeving voor Van Doesburg. Het dadaïsme en de abstracte kunst hadden plaatsgemaakt voor het surrealisme en de 'terugkeer naar de orde'. Van Doesburg gaf nog wel lezingen. Zo werd hij eind 1924 uitgenodigd in Wenen een lezing te houden over de 'Konsequenties van het Constructivisme', en nodigde Bau und Einrichtung hem uit in januari 1925 twee lezingen in Berlijn te geven. Net als in Weimar probeerde Van Doesburg in Frankrijk 'het nieuwe' af te dwingen. Zo organiseerde hij op 25 oktober 1924 in Parijs een internationaal congres voor moderne kunst met het oog op de Exposition des Arts Décoratifs, die van april tot oktober daaropvolgend in Parijs plaats zou vinden. Van Doesburg had gehoopt dat De Stijl aan deze tentoonstelling deel mocht nemen, maar ondanks een aanmoediging van ambassadeur Loudon, besloot de Tentoonstellingsraad dat niet De Stijl Nederland vertegenwoordigde, maar de Amsterdamse School.
In de loop van de jaren 20 begon de houding van de Fransen ten opzichte van de abstracte kunst wat te veranderen. De vicomte en vicomtesse de Noailles gaven Van Doesburg in het voorjaar van 1925 opdracht een kamer voor het snijden van bloemen te ontwerpen in hun door Robert Mallet-Stevens ontworpen villa in Hyères. Van 30 november tot 21 december 1925 organiseerde de Poolse kunstenaar Victor-Yanaga Poznanski de tentoonstelling Art d'aujourd'hui (Kunst van heden), waar werk te zien was van Van Doesburg, Mondriaan, Huszár, César Domela, Otto Gustaf Carlsund en Friedrich Vordemberge-Gildewart. Tijdens de opening werd muziek gespeeld van de Amerikaanse componist George Antheil, die Van Doesburg kort daarvoor tot Stijlmedewerker 'benoemde'. De tentoonstelling werd positief door de pers ontvangen. In dezelfde periode ontwikkelde Van Doesburg zijn Poolse contacten, onder andere met de tijdschriften Blok en Praesens. Uit hun brieven uit de tweede helft van jaren twintig blijkt dat Van Doesburg en zijn Poolse collega's van plan waren om in Warschau een tentoonstelling van De Stijl te organiseren, gepaard met een lezing van Van Doesburg. Om financiële redenen bleek dat onmogelijk te zijn.

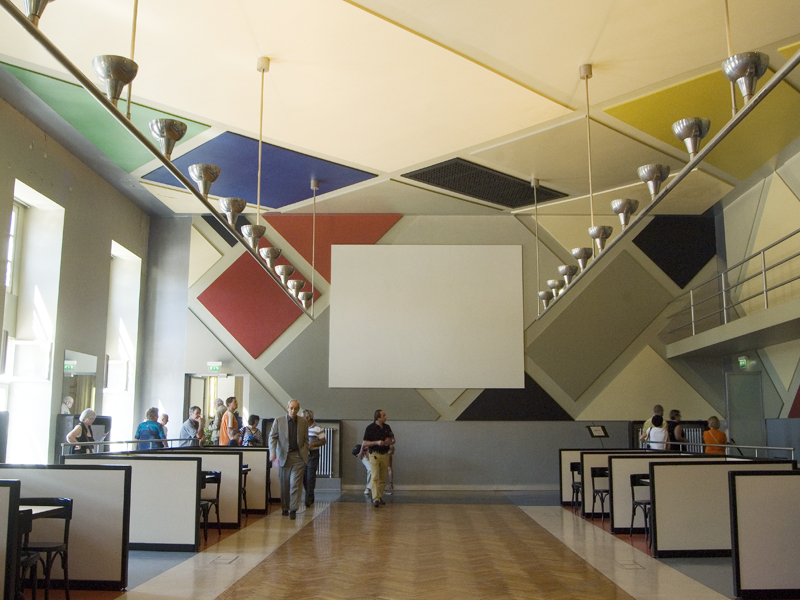
Ciné-dancing, Aubette, Straatsburg. 1927-1928.

Rond deze tijd begon tegelijkertijd de relatie met Mondriaan te verslechteren. Persoonlijke en principiële problemen leidden in september 1925 tot het einde van hun vriendschap. Van Doesburg vond echter een nieuwe bondgenoot in Friedrich Kiesler, die eerder dat jaar met zijn Leger und Träger-tentoonstellingssysteem vertegenwoordigd was op de Exposition des Arts Décoratifs. Ook César Domela en Friedrich Vordemberge-Gildewart sloten zich dat jaar aan bij De Stijl.
In 1926 werd Van Doesburg door Hans Arp en zijn vrouw Sophie Taeuber-Arp benaderd om hen te helpen bij de herinrichting van het gebouw de Aubette, een grote uitgaansgelegenheid in Straatsburg. Van Doesburg nam al snel de leiding. Najaar 1926 werd het contract gesloten en tegen februari 1927 waren de ontwerpen grotendeels gereed. Deze 'nieuwe elementaire [...] interieurs', zoals Van Doesburg ze noemde, behoren in zekere zin tot de 'zuivere monumentale schilderkunst' waarvan hij al in 1918 in het artikel 'Aanteekeningen over monumentale kunst' sprak. Hiermee had hij het doel 'den mensch in (inplaats van tegenover) de beeldende kunst te plaatsen' bereikt. Van Doesburg ontwierp ook een speciaal Aubette-lettertype voor de bewegwijzering in het gebouw en de neo-letters aan het exterieur. Ook gaf hij een kwalitatief hoogwaardig uitgevoerd Numéro consacré à l'Aubette, Strasbourg van De Stijl uit. Hiervoor moest hij zich zodanig in de schulden steken, dat het het laatste door hem uitgegeven nummer van De Stijl zou worden. Naast deze uitgave en een artikel van Van Doesburg zelf in Bouwbedrijf, werd de Aubette, tot zijn verdriet, vrijwel geheel door de vakpers genegeerd. Alleen de Amerikaanse architectuurcriticus Henry-Russell Hitchcock schreef in 1929: 'Here Elementarist painting so dominates the designs that they have little architectural existence' (hier domineert het Elementaristisch schilderen het ontwerp zodanig dat ze weinig architectonische bestaansgrond heeft).
Ook de bezoekers van de Aubette waren niet gecharmeerd van de nieuwe interieurs en de uitbater veranderde de interieurs al snel door het aanbrengen van schrootjes, kunstbloemen en kleurverlichting. In 1928 schreef Van Doesburg in zijn dagboek: 'Scheppen is de meest troostelooze en teleurstellende bezigheid, waarmede God den mensch gekastijd heeft'. In een brief aan Bart de Ligt schreef hij dat hij geruïneerd en teleurgesteld uit Straatsburg terugkeerde en weer terug bij af was.

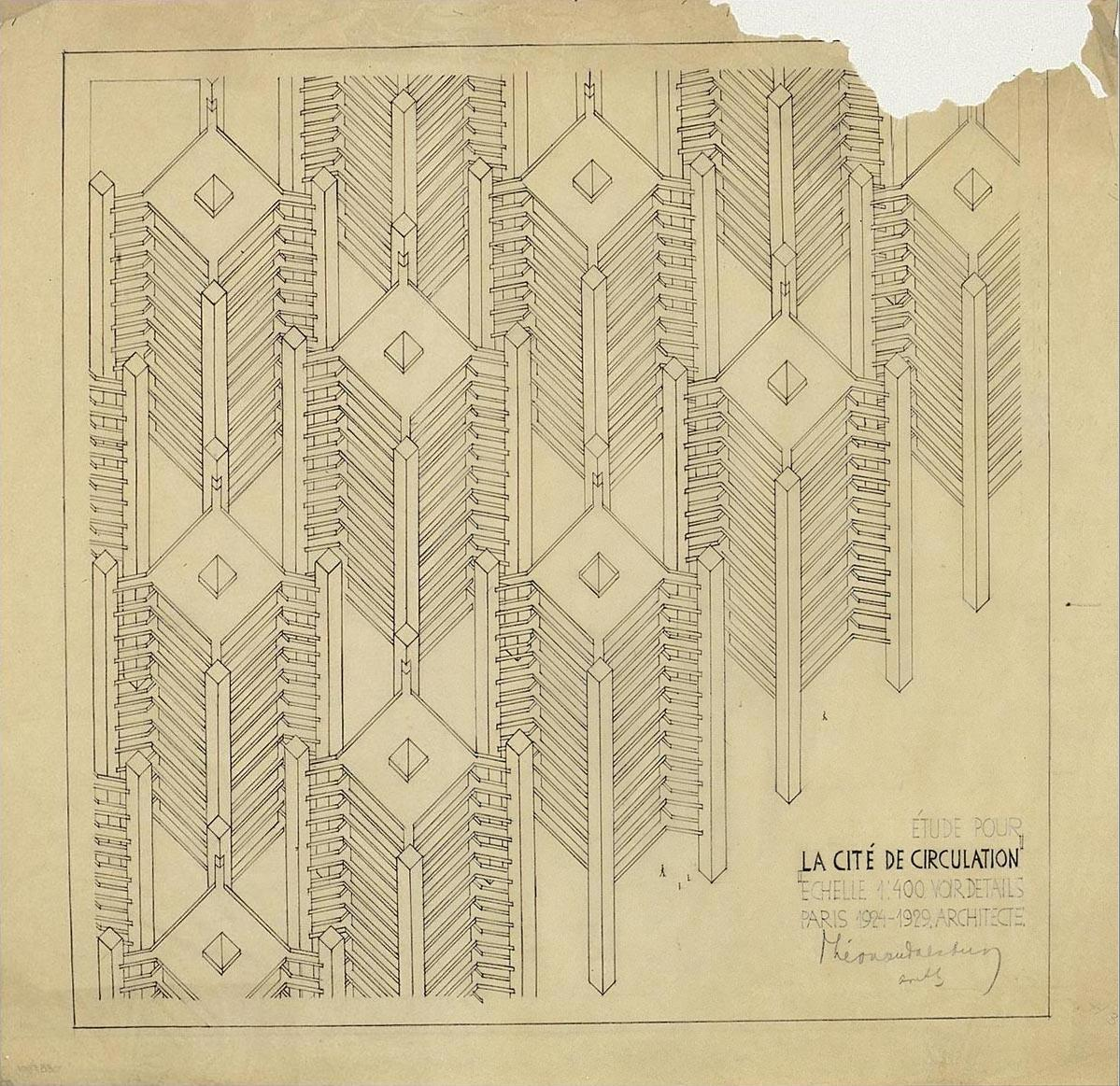
Cité de Circulation. 1929. ICN.

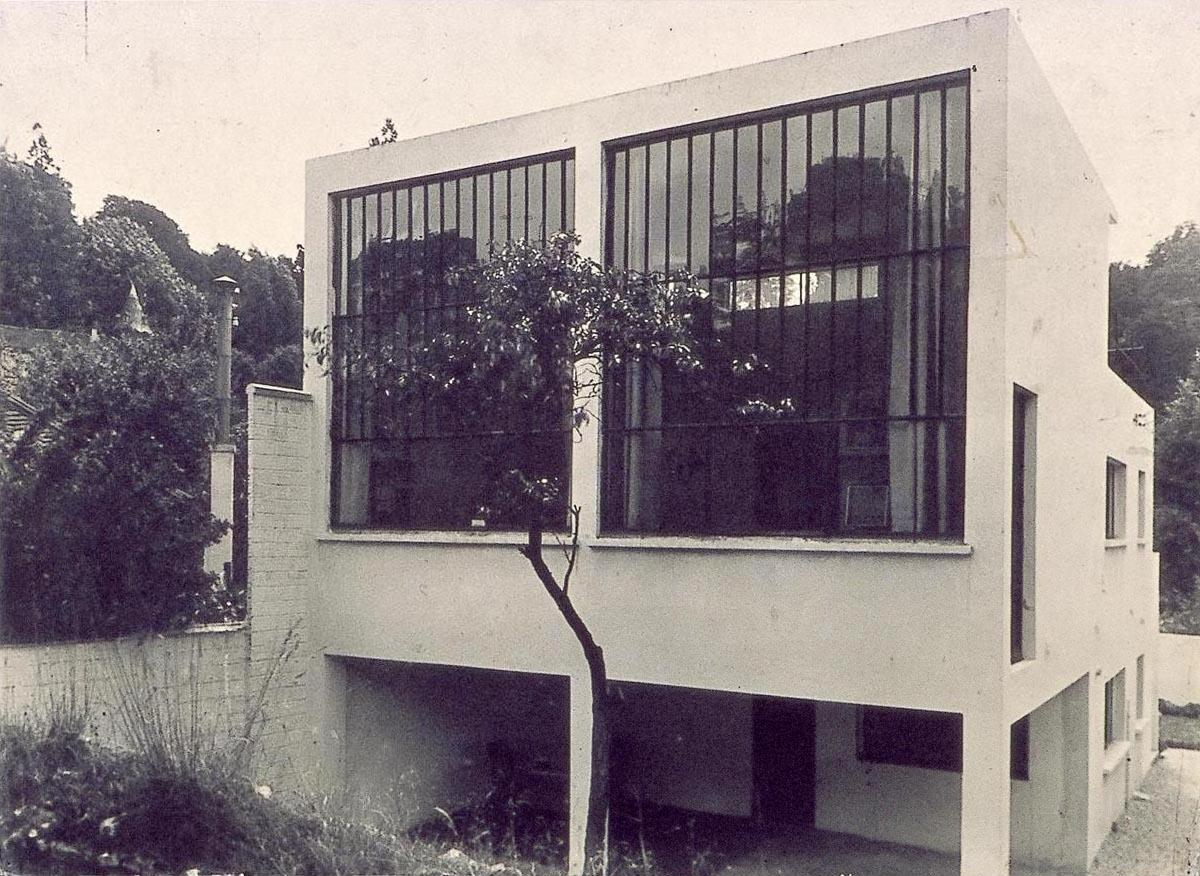
Van Doesburghuis, Meudon (achterzijde). 1927-1930.

Net als in 1923, na de Rosenbergtentoonstelling, begon Van Doesburg na het Aubette-fiasco weer te schilderen. Van juli 1928 tot december 1930 huurde Van Doesburg een atelier in Villa Corot op de Rue d'Arcueil 2 in Parijs. Hij keerde zich tegen het publiek door 'gevoel-' en 'fantasieloze' schilderijen als Aritmetische compositie te maken, waar het intuïtieve van De Stijl plaatsmaakte voor harde, controleerbare wiskundige principes. In oktober 1929 was hij in Nederland in verband met de door Nelly georganiseerde tentoonstelling Expositions sélectes d'art contemporain, waarvoor hij een lezing gaf in het Stedelijk Museum in Amsterdam.

### Art Concret
In december 1929 richtte Van Doesburg de groep Art Concret op. In 1924 was bij Van Doesburg het idee ontstaan een stad te ontwerpen in antwoord op Le Corbusiers Plan Voisin. Hij vond Le Corbusiers ontwerp, hoe revolutionair het ook was, als 'frontale stad' te traditioneel en stelde hier zijn Verkeersstad of La cité de circulation tegenover. De bedoeling was deze in 1925 tentoon te stellen op de Exposition des Arts Décoratifs et Industriels Modernes in Parijs, maar daar is het nooit van gekomen. Omstreeks juli 1929 heeft Van Doesburg dit plan, vermoedelijk in samenwerking met Abraham Elzas, verder uitgewerkt en gepubliceerd in het Duitse tijdschrift Architektur der Gegenwart. Van 30 april tot midden mei 1930 bezochten Theo en Nelly de Spaanse steden Madrid en Barcelona, waar Van Doesburg een aantal lezingen gaf. Op 15 oktober 1930 woonden Theo en Nelly in Parijs een voorstelling bij van het Cirque Calder.
Omstreeks juni 1927 besloot Van Doesburg een huis te bouwen voor zichzelf en Nelly. Nadat hij op 24 november 1928 met Nelly in het huwelijk was getreden, kochten Theo en Nelly een stuk grond in de Parijse voorstad Meudon. In december 1930 betrok het echtpaar Van Doesburg het huis, tegenwoordig bekend als het Van Doesburghuis. Van Doesburg wilde het tot een nieuw centrum van collectieve activiteit maken. In februari 1931 vond er een bijeenkomst plaats, die, na zijn dood, zou leiden tot de oprichting van de invloedrijke groep Abstraction-Création. Kort daarvoor, op 16 juni 1930 trad hij toe tot de Rooms-Katholieke Kerk.
Voorjaar 1931 werden Van Doesburgs astma-aanvallen steeds heftiger en er werd door zijn vrienden een inzamelingsactie gehouden zodat hij behandeld kon worden. Eind februari 1931 vertrok hij met Nelly naar het Zwitserse Davos om van zijn astma te herstellen. Op 7 maart daaropvolgend overleed hij echter op 47-jarige leeftijd onverwacht aan een hartstilstand. Hij werd hier ook gecremeerd, alleen Nelly van Doesburg en ook Lena Milius waren hierbij aanwezig.

### Nalatenschap

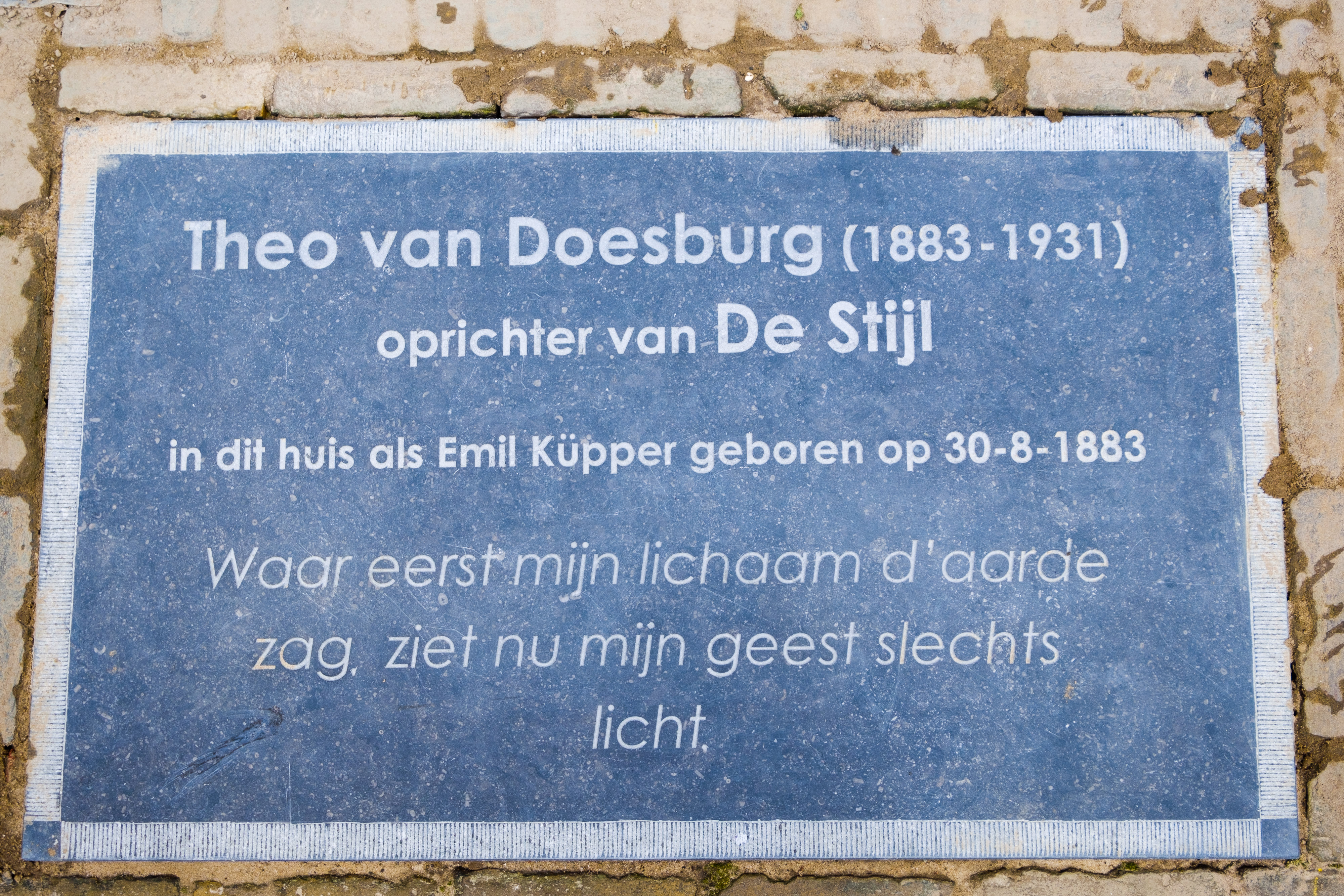
Gedenksteen Van Doesburg aan de Telingstraat 13 in Utrecht.

Ondanks de belangrijke rol die Van Doesburg heeft gespeeld in de Nederlandse kunsten is hij bij het grote publiek minder bekend dan bijvoorbeeld Piet Mondriaan of Gerrit Rietveld. In de decennia na zijn dood zijn er wel exposities met zijn werk georganiseerd, zoals de grote expositie Van Doesburg and the International Avant-Garde die in 2009 en 2010 in zowel De Lakenhal in Leiden was te zien als in de Tate Modern in Londen.
Op 30 augustus 2019 werd, 136 jaar na zijn geboorte, voor zijn geboortehuis aan de Telingstraat in Utrecht een gedenksteen onthuld ter nagedachtenis aan zijn werk met daarop twee regels uit zijn gedicht "Nacht" uit 1906.

In Leiden is in het wegdek voor het pand Kort Galgewater 3, waar Van Doesburg van april 1917 tot juni 1920 zijn atelier had en vanwaaruit hij vanaf oktober 1917 het tijdschrift De Stijl redigeerde, een mozaïek aangebracht dat het beeldmerk van het tijdschrift De Stijl voorstelt

## Portretten
Van Van Doesburg bestaan veel (zelf)portretten. In 1924 nam Lucia Moholy-Nagy, de vrouw van László Moholy-Nagy, een serie portretfoto's van hem, en-face (met vlinderstrikje) en en-profil samen met Nelly. In hetzelfde jaar maakte de Hongaarse Bauhaus-student Sándor Bortnyik een satirische collage op Van Doesburg, waarin hij hem 'opsluit' in zijn eigen vierkante De Stijl-constructie. In de achtergrond van deze collages zijn de betonwoningen van Pauw en Van Hardeveld in Rotterdam-Zuid te zien, die Van Doesburg in 1921 in De Stijl publiceerde. In het depot van het Instituut Collectie Nederland in Rijswijk bevindt zich ook een dodenmasker van Van Doesburg (inventarisnummer AB6039).

## Tentoonstellingen
- Bibsys: 90192225
- Biblioteca Nacional de España: XX908600
- Bibliothèque nationale de France: cb121903814 (data)
- Biografisch Portaal: 27184844
- Catàleg d'autoritats de noms i títols de Catalunya: 981058529356606706
- CiNii: DA04276998
- Dictionary of Australian Artists: theo-van-doesburg
- Digitale Bibliotheek voor de Nederlandse Letteren: bons004
- Gemeinsame Normdatei: 118526405
- International Standard Name Identifier: 0000 0001 2129 1941
- Library of Congress Control Number: n79133763
- MusicBrainz: c5b3f269-d99e-4eb8-85de-258de3815e4c
- Musée national d'archéologie, d'histoire et d'art: lkl003712
- Bibliotheek van het Japanse parlement: 00465669
- Nationale Bibliotheek van Tsjechië: ola2002161497
- Nationale bibliotheek van Australië: 35039604
- Nationale Bibliotheek van Israël: 987007507796705171
- Nationale Bibliotheek van Polen: a0000001069394
- Nationale en Universitaire bibliotheek Zagreb: 000198323
- Nederlandse Thesaurus van Auteursnamen: 068701594
- RKD-Nederlands Instituut voor Kunstgeschiedenis: 23481
- LIBRIS: 183904
- SNAC: w67q0259
- Système universitaire de documentation: 030491517
- Museum of New Zealand Te Papa Tongarewa: 4132
- Trove: 808944
- Union List of Artist Names: 500007926
- Virtual International Authority File: 39646290
- WorldCat: E39PBJhtb8crTqxdtygFM6MQMP